# Coro (Venezuela)
Coro (originalmente llamada Santa Ana de Coro), es una ciudad venezolana ubicada en el occidente del país. Es la capital del estado Falcón y del municipio Miranda, así como el principal centro cultural, histórico, artístico, educacional y político-administrativo de toda la región falconiana. Fue fundada el 26 de julio de 1527 por Juan de Ampiés y desde su creación fue un importante centro urbano y de operaciones durante la época colonial.
La ciudad se encuentra asentada al sur del Istmo de los Médanos de Coro, en una llanura costera, flanqueada por los Médanos de Coro al norte, y la sierra de Coro al sur, a escasos kilómetros de su puerto (La Vela de Coro) en el mar Caribe, en un punto equidistante entre la Ensenada de la Vela de Coro y el golfete de Coro. Según el INE, para el año 2020 las parroquias del casco urbano de la ciudad sumaban una población de 265,569 habitantes.
Cuenta con una amplia tradición cultural, que le viene de ser el asentamiento urbano fundado por los conquistadores españoles que logró perdurar y que sirvió para irradiar la conquista y colonización en el interior del continente; primera capital de la Provincia de Venezuela; cabeza del primer obispado fundado en América del Sur en 1531; en su región surgen movimientos precursores de la independencia y de reivindicación de las clases dominadas en Venezuela; y cuna del movimiento federalista venezolano en la época republicana.
Gracias a sus construcciones en tierra únicas en toda la región del Caribe, y por ser el único ejemplo subsistente de una fusión lograda de las técnicas y estilos arquitectónicos autóctonos, mudéjares españoles y holandeses, la ciudad de Coro fue nombraba en 1993 Patrimonio de la Humanidad por la Unesco, constituyéndose así en el primer sitio en Venezuela en ser declarado como tal.

## Toponimia
En su fundación la ciudad se denominó Santa Ana de Coro, a la usanza española que nombraba las nuevas ciudades en América según el santoral católico y que a su vez acompañaba a un topónimo de origen indígena. De acuerdo a la tradición, y a fuentes acreditadas, la palabra coro en lengua indígena caquetía significa viento. Sin embargo, la palabra coro según el DRAE en su segunda acepción significa viento del noroeste, y viene del latín caurus. Esto último hace dudar del supuesto origen indígena del nombre de la ciudad, y por el contrario toma peso el origen español del topónimo. Debido a que la perspectiva de ambas teorías coinciden en un mismo fin topónimo, Coro también se le conoce como La Ciudad de los Vientos.
El topónimo "Coro" tiene amplia tradición histórico-cultural en toda la región, y por extensión se denomina con el gentilicio coriano a los nacidos en estado Falcón.

## Historia

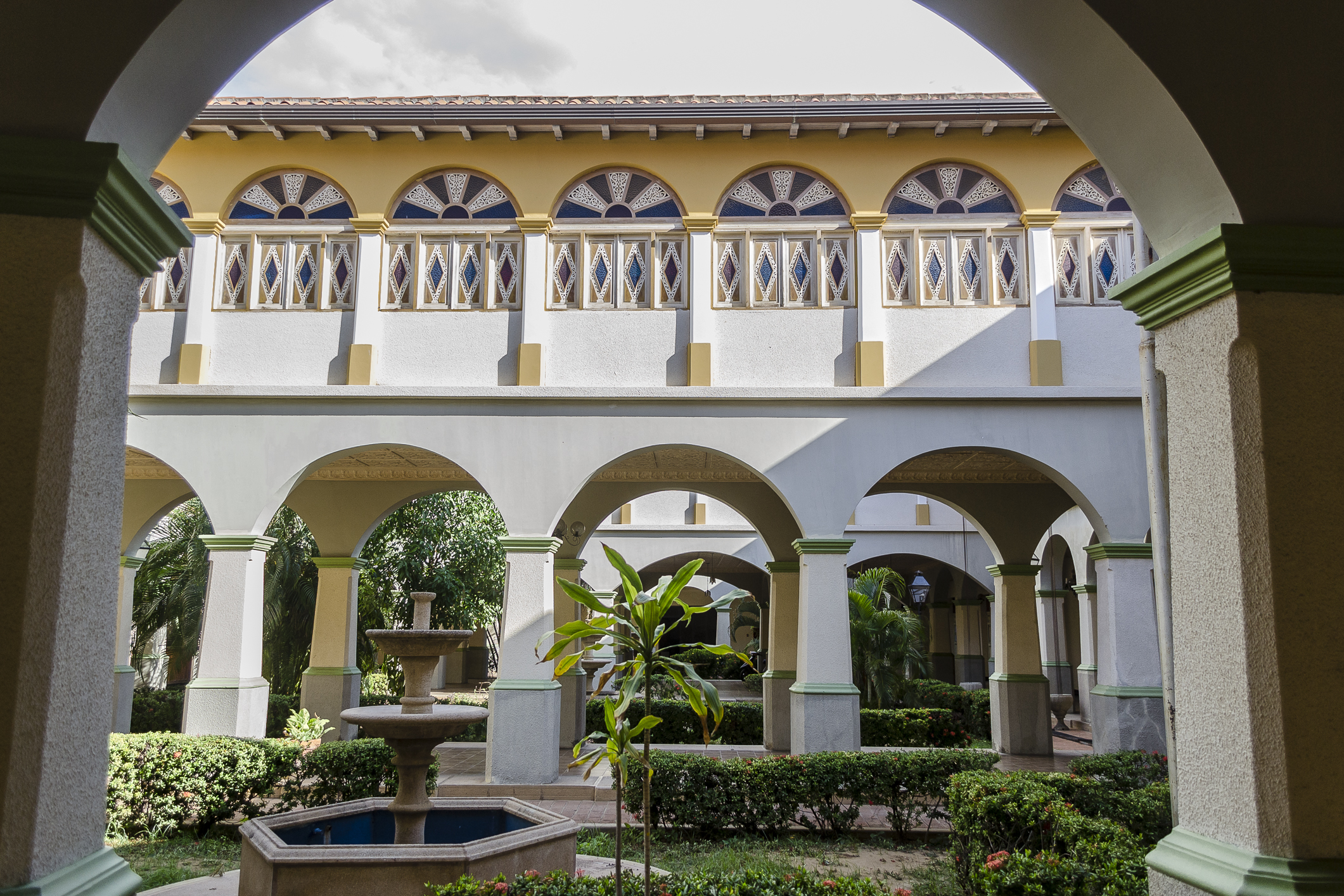
Patio central de la casa de las cien ventanas, icono arquitectónico de la ciudad

Empieza con la expedición de Alonso de Ojeda entre 1499 y 1500 que acompañado de Juan de la Cosa y Americo Vespucio siguió la ruta de Colón hasta encontrar costa a 1000 kilómetros de Paria. Navegó descubriendo así desde la península de Paraguaná hasta la península de la Guajira. Viendo poblados de palafito sobre el agua, Américo lo describe igual que la ciudad de Venecia, llamándola Pequeña Venecia, dándole el nombre de Venezuela a ese territorio. Después se iniciaron expediciones descubriendo así Curiana, actual Coro.

### Fundación

La Cruz de Borgoña representaba a los territorios de ultramar españoles, como lo era Coro.

La ciudad fue fundada el 26 de julio de 1527 por el conquistador Juan Martín de Ampíes, con el nombre de Santa Ana de Coro. Según el historiador neogranadino José de Oviedo y Baños, precisa:

...buscado el sitio que le pareció más a propósito, el día de Santa Ana del mismo año de quinientos y veinte y siete, fundó una ciudad, a quien por estas circunstancias, y ser en la provincia Coriana, intituló Santa Ana de Coro.

Siendo una de las primeras ciudades fundadas por los antiguo españoles que perduró en tierra firme y dando origen a Venezuela y siendo ella su primera capital en donde poco tiempo después residirían sus primeros comandantes de origen germano.
Ampíes pactó respetar la autoridad del cacique Manaure máxima autoridad de los indígenas de la región, los Caquetíos. Este pacto se rompe abruptamente el 24 de febrero de 1529 con el desembarco en la ciudad del primer gobernador y capitán general Ambrosio Ehinger (o Alfinger) en representación de los Welser, banqueros alemanes de Augsburgo a quienes el emperador Carlos I de España para condonar una deuda les había entregado la Provincia de Venezuela para la exploración, fundación de ciudades y explotación de los recursos de este amplio territorio que comprendía desde el Cabo de la Vela (en la península de la Guajira) hasta Maracapana (cercana a la ciudad de Barcelona).
Coro es rebautizada como Neu-Augsburg, nombre que mantiene hasta 1577 cuando cambia a su denominación actual, datos aportados por la Historia Colonial Alemana.

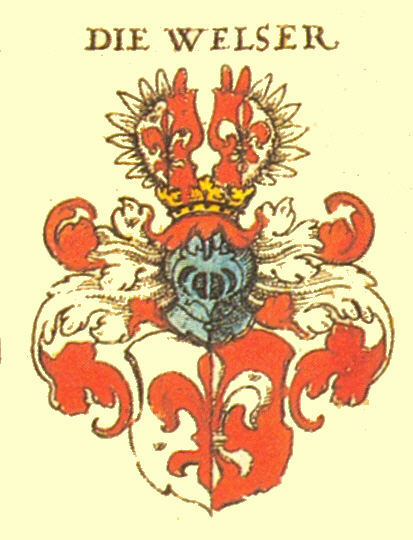
Emblema de la familia Welser.

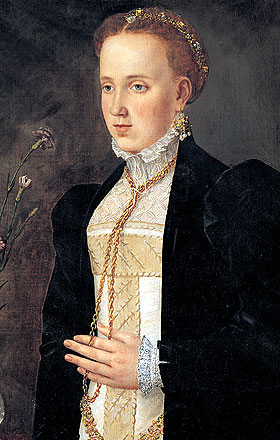
Philippine Welser.

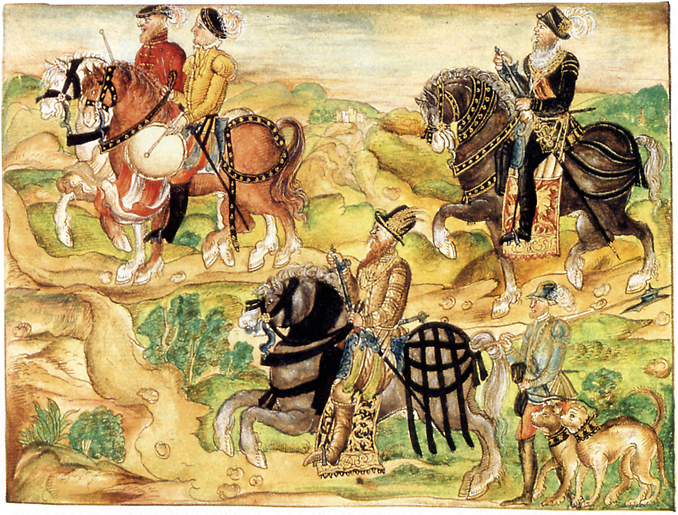
La Armada Welser en Venezuela.

Durante esos mismos años, se tiene documentación de la ciudad y una desorientación sobre los territorios de la provincia. En cédula real de 1531, se menciona la «ciudad de Coro» y Nicolás Federmann escribe el mismo año «ciudad de Coro», habiéndose momentos de confusión de términos y se produjo que la ciudad le llamaran ocasionalmente Venezuela. El historiador de Felipe II de España, Juan López de Velasco trata sobre la diferencia del nombre de la provincia (1571-1574): 
«La ciudad de Coro, que comúnmente llaman Venezuela...». 
Esta confusión pudo haber sido debido a que por esos años Coro era la capital de la provincia.
Coro ahora es llamada "Nueva Augsburgo" en honor a la ciudad germánica originaria de los Welser, en el mismo siglo XVI fue la base de las penetraciones de los conquistadores en sus múltiples expediciones a los Llanos, a los Andes y hasta el río Orinoco en busca de El Dorado, que le permitió a los conquistadores la exploración de estos vastos territorios. 
Entre los gobernadores que fueron autoridad en Venezuela y que por lo tanto ejercían su mandato desde Coro, destacan: Ambrosio Alfinger, Nicolás Federmann, Jorge de Espira y Felipe de Utre. El mandato de los Welser fue revocado en 1545 por incumplimiento de contrato y conflictos de intereses entre estos y los conquistadores españoles, quienes miraban con recelo la llegada de los alemanes de Augsburgo por el hecho de hablar una lengua diferente.

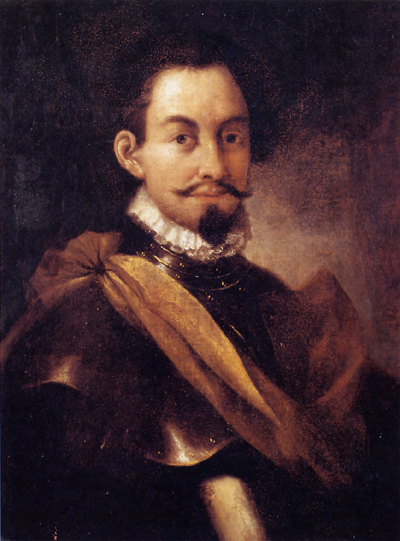
Philipp von Hutten o Felipe de Utre, como decían los españoles, fue uno de los gobernadores germánicos de Coro y de Venezuela

Cuando Coro dejó de ser capital de Venezuela, no hizo a un lado su prosperidad, ni el hecho de que hubiese sufrido numerosos ataques por parte de piratas y corsarios no la hicieron desaparecer como un verdadero centro socioeconómico. Su actividad comercial siguió su auge hasta bien finalizando el siglo XIX. Esto se debe a que la actividad agropecuaria que se desarrollaba en los pueblos cercanos a la ciudad ayudaban a mejorar la economía local. Así también el desarrollo y el intercambio comercial que Coro poseía con las islas cercanas a su puerto: Aruba, Bonaire y Curazao. A pesar de que estas antillas hubiesen sido ocupadas por fuerzas holandesas, no dejaron de ser socias comerciales de la ciudad y de la provincia. En ser ahora de un reino distinto, facilitaron, en grado sumo, el contrabando tanto respecto a la entrada de mercancías y salida de productos de la tierra, en especial ganado, mayoritariamente equino. 
Existieron intentos para frenar el contrabando de este ilícito comercio, pero fracasaron en su misión, debido por una parte a la necesidad a preservar la economía de las tierras que contaba la ciudad como centro de contrataciones y lugar de almacenamiento; y por otra, a la desidia o complicidad de las autoridades locales que ponían sus intereses.
No solamente la economía creció, también lo hizo la población. En el siglo XVI, cuando aún la ciudad ejercía capitalidad, López Velasco escribía (1571-1574) que reunía 30 vecinos «todos pobres», pero a mediados del siglo XVIII, Altolaguirre aporta en 1767 un documento en donde Coro y sus jurisdicción reunía una población de habitantes de «...4300 y más personas...»; en este mismo documento habla sobre una economía basada en la caña de azúcar, yuca, plátano, membrillo, repollo y apio. Ya para el año de 1773 el obispo Mariano Martí, afirma que reunía un territorio urbano de 5823 hab. que moraban en 447 casas concentradas en su área metropolitana y 261 dispersas.

### Siglo XVIII: Insurrección
En Venezuela se dieron inicios de levantamientos que buscaban una independencia que latía en la más inhóspitas de sus regiones, regiones en donde nació los primeros movimientos preindependestistas. Una de esas regiones fue en las adyacencias de la hispana Coro. José Leonardo Chirino, zambo libre fue encargado de este movimiento Libertario con objetivos de abolir la esclavitud e instaurar una república.
Aunque fue un hecho de carácter local, un levantamiento que obedeció a una situación específica, propia de las condiciones sociales generadas por la esclavitud, tuvo inspiración en las insurrecciones de negros africanos que tenían lugar en Saint Domingue y también en la Revolución francesa. El movimiento no se propagó más allá de una parte del occidente del país, pero logró provocar una seria alteración del orden colonial en Venezuela.

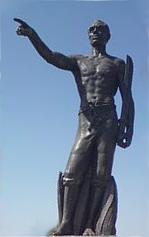
Estatua de José Leonardo Chirino en el aeropuerto homónimo en Coro.

José Leonardo Chirino fue hijo único de una indígena libre y de un negro esclavo perteneciente a una familia criolla de apellido Chirino; es entonces, un zambo libre. Se casó con una esclava llamada María de los Dolores con quien tuvo 3 hijos: María Viviana, Rafael María y José Hilario. José Tellería, rico comerciante y síndico procurador de Coro, solía realizar viajes de negocios a las Antillas, y en más de una ocasión Chirino se embarca como acompañante. Parece que es en el territorio del actual Haití, donde el zambo establece un más intenso contacto con las ideas y la práctica revolucionaria que tuvieron su epicentro en Francia; la noticia del momento son los levantamientos de esclavos liderados por Toussaint-Louverture y las tendencias republicanas que pugnan por imponerse sobre el régimen colonial.
José Tellería se entera de tales convulsiones y la cuestión le preocupa, Chirino también está al tanto, pero esto, en lugar de preocuparlo, lo estimula: eso de libertad e igualdad tenía que estimular a alguien que jamás ha visto un movimiento similar en Tierra Firme. Asimismo, estableció contacto con el proceso que se vivía en Haití donde los negros esclavos se habían levantado contra los blancos y estaban luchando con éxito para obtener su libertad. De regreso a Venezuela se incorporó a un grupo de conjurados que se reunían en el trapiche de la hacienda Macanillas (Curimagua, Edo. Falcón), entre los que se encontraba José Caridad González, un negro congolés muy informado de las ideas de la Revolución francesa.
Todo esto le sirvió a Chirino para encabezar el 10 de mayo de 1795 un movimiento armado desde la mencionada hacienda. Tras el fracaso de esta insurrección, Chirino fue perseguido y hecho preso por traición de un amigo en agosto del mismo año. La Real Audiencia de Caracas lo condenó a la horca y una vez ejecutada la sentencia el cuerpo de Chirino fue descuartizado el 10 de diciembre de 1796.
Este levantamiento escenificado en la serranía de Coro por un conjunto de esclavos e indígenas tuvo por objeto la abolición de los esclavos y la supresión de los numerosos impuestos, así como el establecimiento de un régimen inspirado en el haitiano (la Asamblea Nacional francesa había otorgado la ciudadanía a los hombres libres de color en 1792).

### Siglo XIX: Desembarco de Miranda

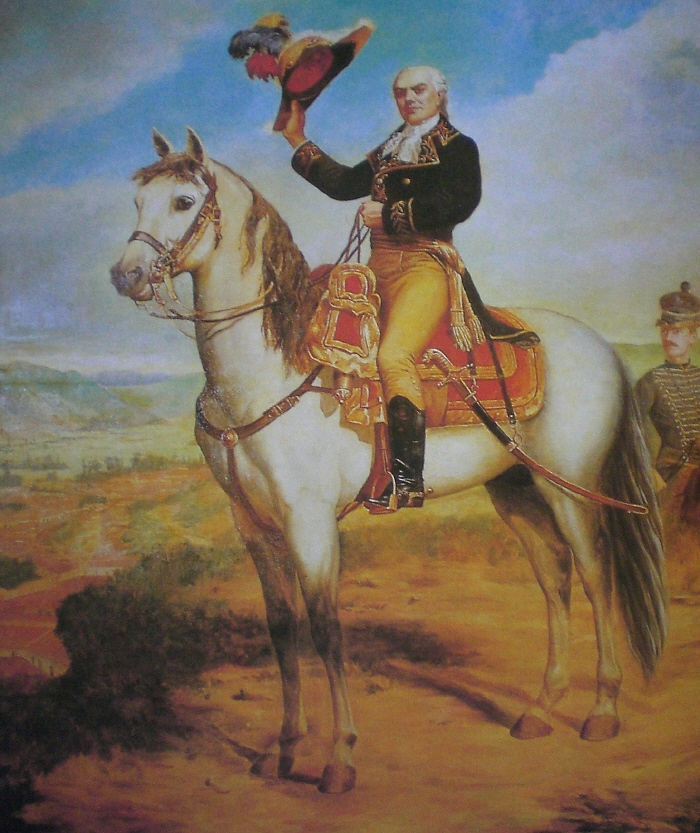
Generalísimo Francisco de Miranda (óleo de Emilio Mauri).

En el primer cuarto del siglo, los aires de revolución y libertad llegaban con aspiración de hacerse realidad en la parte aural de tierra firme de América. Francisco de Miranda, el precursor de la emancipación hispanoamericana se dirigía en su buque Leander a las aguas del Caribe que flanquean el puerto de la ciudad, La Vela de Coro, con la intención de invadir a Coro y contagiar a los venezolanos con sus ideales libertarios.

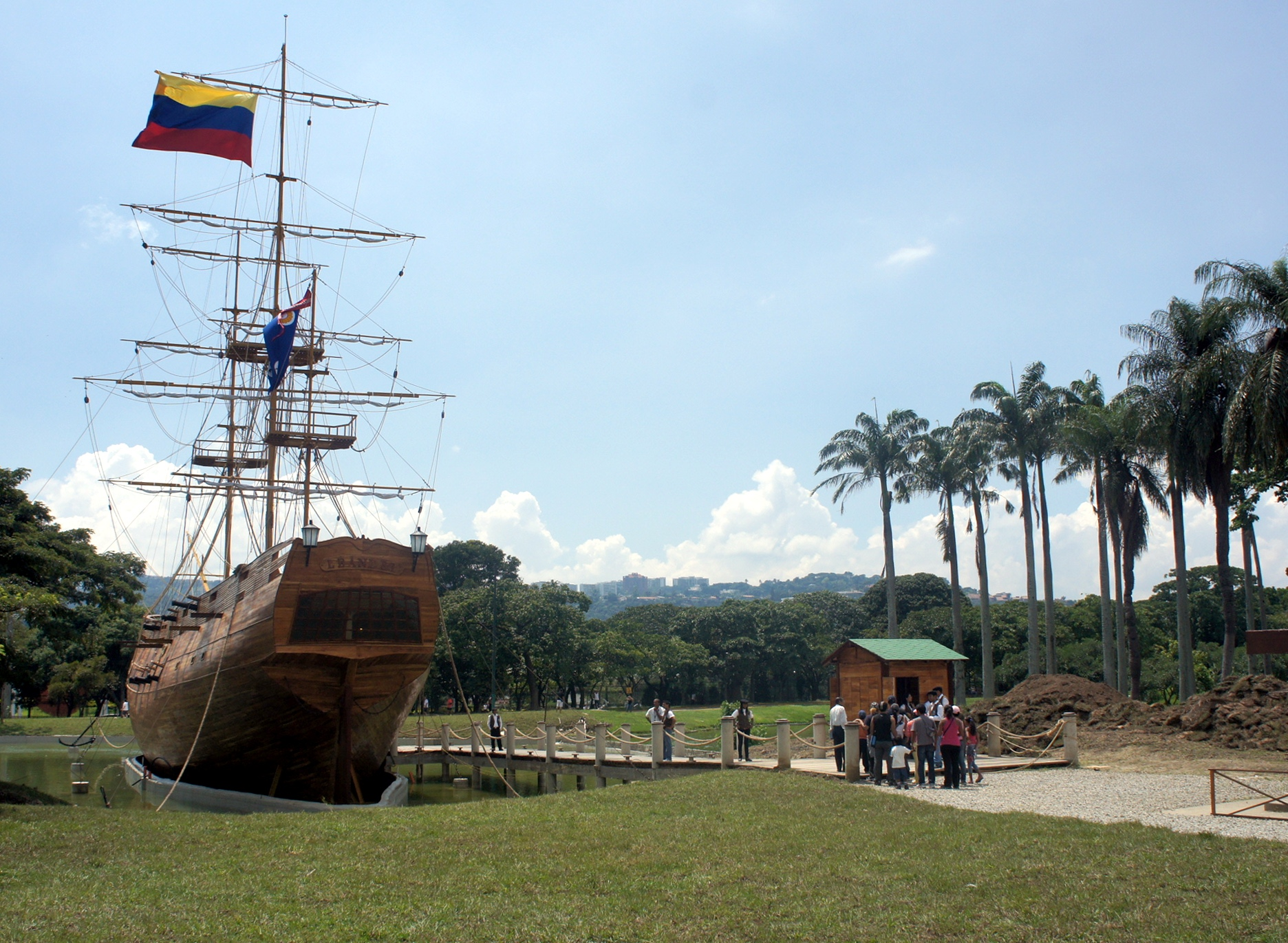
Réplica del Leander en el Parque Francisco de Miranda, Caracas.

Miranda ya provenía de Ocumare en donde había intentado una invasión, pero no pudo tener éxito, ya que fue repelido por las tropas realistas. En Coro no fue distinto lo ocurrido.
Desembarcó en La Vela en agosto de 1806 e izó por primera vez el pabellón tricolor, luego partió rumbo a la ciudad con intención de tomarla, pero no encontró resistencia alguna, sus habitantes se habían marchado y la habían despoblado. Miranda se encontró con una ciudad desierta a quiénes los españoles habían advertido a los corianos de la llegada del almirante.

Pabellón naval del Reino de España desde 1786, reemplazada después por el pabellón tricolor de Miranda.

«Bandera izada por Miranda en La Vela, conocida como Bandera Madre» (1806).

### Campaña contra Coro:sigloXIX
Durante este el periodo emancipador de Venezuela, cuando ya se es creada la Junta Suprema de Caracas, órgano regidor de la capitanía, la ciudad de Coro se opone a reconocerla y se separa de la Provincia de Venezuela para sumarse a la provincia de Maracaibo, en cambio, apoya a la Junta Suprema Central como su ente gubernamental. La ciudad de Maracaibo también se une a la causa fiel de la corona. Para someter a Coro ante el poder realista, se organiza una expedición en Caracas comandada por el marqués Francisco Rodríguez del Toro para hacer obedecer a los corianos y obligarlos a reconocer la junta. En el flanco realista y para hacerles frente a los sublevados, estaban los brigadieres José Ceballos y Fernando Miyares, el primero gobernador de la ciudad y el segundo de Maracaibo. Las primeras batallas se librarían en Agua Negra, Aribache, Pedregal, en donde salieron victoriosos las fuerzas caraqueñas. La campaña fue admirable[cita requerida] y progresiva.

## Batalla de Coro
El 28 de noviembre de 1810 se lleva a cabo la Batalla de Coro. Enfrentamiento que tuvo el Marqués del Toro cuando ya llegaba él y su campaña victorioso de las guerras liberadas en Agua Negra, Arabiche y Pedregal, pero que no tuvo el éxito esperado como las demás guerras.
Al amanecer del 28 de noviembre salen para Coro. Había tenido que esperar varios días a que los peones llevaran a hombres la artillería por los difíciles caminos.[19] A las 09:00 horas llegan a las afueras de la ciudad, encontrando parapetos y obstáculos preparados por las milicias y la población local.[5] Se temía que llegara a La Vela de Coro una escuadrilla con refuerzos realistas, por lo que el marqués decidió atacar (de ya haber llegado, su plan era cercar la ciudad).[26] Cuando avanzaron una batería de artillería enemiga rompió fuego sobre ellos sorpresivamente. Se decidió formar una batería propia a distancia de fuego de metralla que forzó a la enemiga a retirarse hacia unas zanjas cubiertas de maleza. Los realistas enviaron a un millar de infantes y jinetes contra los patriotas, pero el superior armamento juntista les permitió rechazarlos a tiros de vuelta a sus fortificaciones.[19]
Entonces la columna de Santinelli, integrada por dos unidades de infantería de línea, un cañón de 4 libras y un pedrero, atacó el ala derecha enemiga. Como diversión, el capitán Mariano Montilla con una unidad de cazadores y algunas partidas de caballería atacaba el ala izquierda. El centro realista sufrió el embate de una batería de artillería al mando de Jalón. El marqués envía al batallón de Pardos de Valencia a reforzar a Santinelli, cuyo ataque era el principal. El coronel Santinelli logra forzar las defensas a un alto costo por el fuego de artillería y los obstáculos, sobrepaso el foso, la estacada y toma un recinto fortificado donde había un cañón.[27] Los realistas se retiran a la ciudad pero ya no tienen municiones sino metralla.[19] Entra en la urbe, produciendo una batalla calle por calle. Cuando faltaba un último asalto para tomar la plaza de armas, el marqués ordenó la retirada. Se le había informado que Miyares estaba en Sabaneta de Coro y temió quedar atrapado entre dos fuegos.[5] Durante la noche se retiró silenciosamente hacia Sabaneta, seguido por Ceballos. Las bajas patriotas fueron 23 muertos y 31 heridos. Las enemigas son desconocidas pero posiblemente mayores.[28] Los realistas capturaron un cañón y algunos prisioneros.[29] Al día siguiente, Ceballos decidió no perseguirlo, los patriotas no estaban vencidos y temía un desembarco en La Vela. 
Así fue como Coro se mantuvo realista hasta que hubiese sido liberada poco tiempo después por Rafael Urdaneta y formara parte de una de las ciudades que conformaran la Gran Colombia.
Tiempo después, el libertador Simón Bolívar en un fragmento del Manifiesto de Cartagena afirma de manera intolerante la acción tomada por la Junta Suprema:

Las primeras pruebas que dio nuestro Gobierno de su insensata debilidad, las manifestó con la ciudad subalterna de Coro, que denegándose a reconocer su legitimidad, la declaró insurgente, y la hostilizó como enemigo. La Junta Suprema, en lugar de subyugar aquella indefensa ciudad, que estaba rendida con presentar nuestras fuerzas marítimas delante de su puerto, la dejó fortificar y tomar una aptitud [6] tan respetable, que logró subyugar después la confederación entera, con casi igual facilidad que la que teníamos nosotros anteriormente para vencerla...

## La provincia de Coro
La fidelidad de la ciudad le valió de que fuera una provincia con territorio y jurisdicción aparte de la provincia de Maracaibo y el 19 de diciembre de 1815, cinco años después de llevar a cabo el escenario sangriento de la batalla contra el marqués del Toro, es creada por Real Cédula de Fernando VII la Provincia de Coro y, aparte de ser capital nuevamente de una provincia recibe el blasón de "Muy Noble y Leal".
El territorio que ocupa el actual estado Falcón es similar al de sus tiempos como provincia.

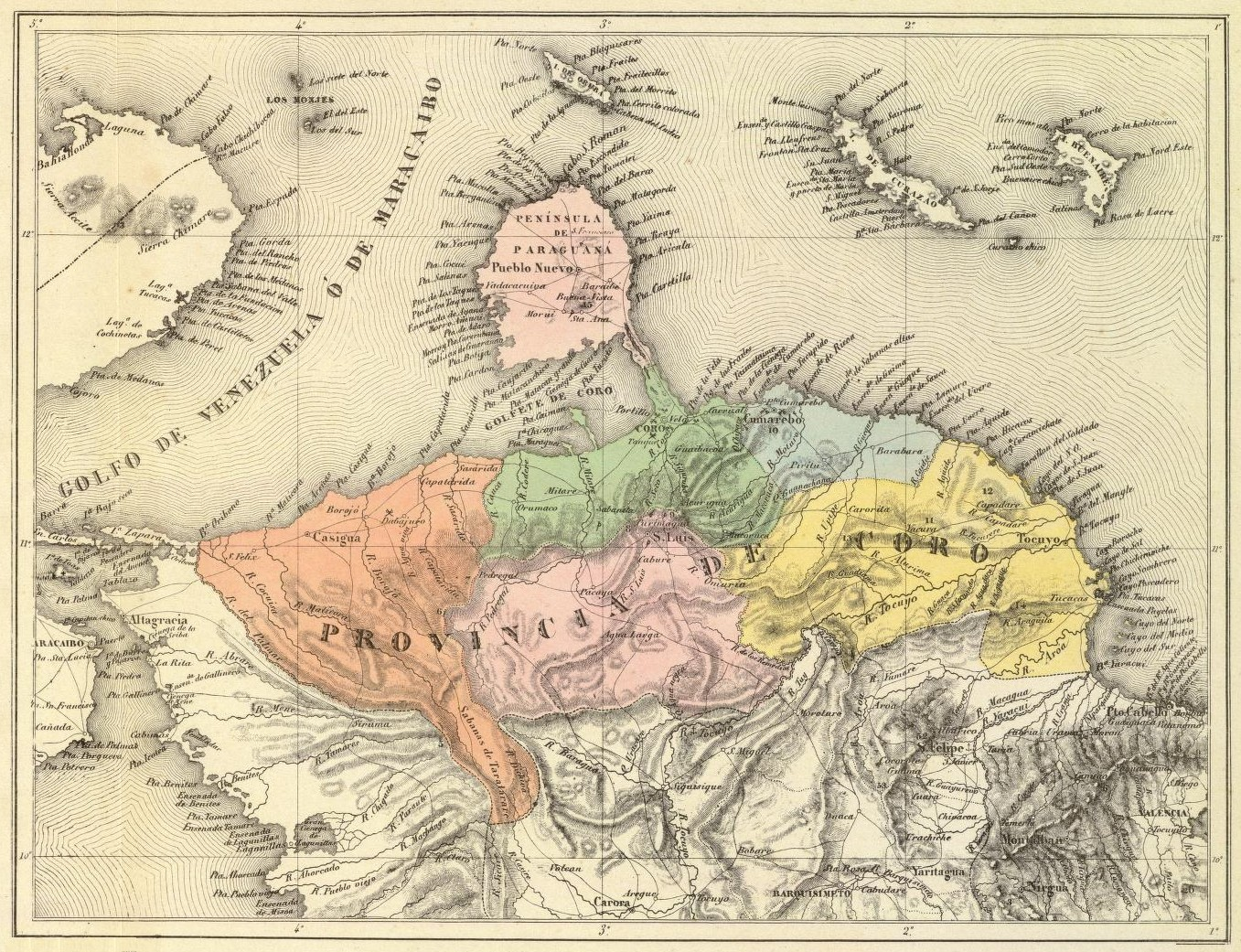
Provincia de Coro en 1840.

La guerra de la Independencia entre esos años Coro es declarada Provincia Libre y posteriormente las guerras civiles del siglo XIX (incluida la Guerra Federal que se inicia en Coro) dejan la ciudad despoblada y a su campo arrasado, lo que la sumió en un período de decadencia del que vendría a recuperarse, hasta bien entrado el siglo XX, con la construcción de las refinerías de petróleo en la península de Paraguaná y los cambios ocurridos en Venezuela a raíz del paso de un país rural a uno urbano y petrolero.
Desde la década del 1950 Coro fue declarada Patrimonio Nacional.

## Período Republicano y Guerra Federal
Una vez que Venezuela se habría separado de la Gran Colombia, el país vivió por un tiempo un régimen centralista, en donde Caracas ejercía un poderío en todo el territorio nacional. Los Conservadores, partido predominante de la época, era el que contenía todo el poder ejecutivo. El partido que le hacía oposición eran los liberales, quienes promulgaban un gobierno federal. 
La primera ciudad en hacerle frente al gobierno central fue Coro, iniciando así el conflicto armado más longevo entre venezolanos, conocido como la Guerra Federal. Este hecho ocurre cuando el oficial Tirso Salaverría asalta el cuartel de la ciudad y se apodera de 900 fusiles. Una vez tomado el cuartel proclama al día siguiente el Grito de la Federación al pueblo coriano:

<< ¡Corianos! ¡Compatriotas!
La revolución de marzo ha sido inicuamente falseada. Atraídos por los encantos de su programa fascinador, concurrieron a consumarla todos los venezolanos; y su triunfo no ha producido otros gajes que el entronizamiento de una minoría siempre retrógrada, siempre impotente en su caída, siempre ávida de satisfacer innobles venganzas. Aceptáronla de buena fe los mismos que, fieles a sus compromisos, sostuvieron el poder recientemente derrumbado; y con criminal violación de las protestas de echar al olvido lo pasado, se les persigue sin causa, y sin fórmula de juicio se les condena a una proscripción indefinida; sin que haya bastado a dar treguas a este abuso la voz de la nación que de todos los ángulos se alzara reclamando la amnistía.
Proclaman la libertad en las elecciones; y nunca las elecciones se han verificado más a expensas de la libertad del pueblo. Invócase como el garante más seguro de la soberanía popular el voto universal en las mismas elecciones; y lo que hemos visto ha sido el escarnio del voto universal, otorgando ese derecho a la fuerza armada sometida a la voluntad de jefes establecidos ad hoc, para llenar los designios proditorios de un club dominador.
Bajo esa tutela depresiva tuvieron lugar las elecciones para la Convención Nacional. ¿Y cuál había de ser el resultado? Otra vez la centralización del poder contra el querer de los pueblos paladinamente manifestado; otra vez el dejar sometida la suerte del país a la voluntad de un hombre y su partido; otra vez el abrir anchuroso campo para perpetuarse en el poder público, uno con algunos, con ultraje de los principios preconizados en esta misma Carta central.
Por fin los abusos consecuentes a tan funesto orden de cosas; por fin las escandalosas infidencias del Jefe provisional del Estado, tantas veces falaz y perjuro cuantas bajo la religión del juramento ha protestado desprendimiento, abnegación y patriotismo; por fin las injusticias y arbitrariedades de sus agentes en las provincias, siempre garantizados con la impunidad, han rebosado la copa de nuestra indignación y roto los diques del sufrimiento para realizar un pensamiento ídolo de nuestro corazón, y que la prudencia nos había obligado hasta ahora a mantener en el terreno de la opinión. Este pensamiento mágico, regenerador; ese símbolo de fe política de todos los venezolanos; ese refugio salvador, único que el cielo nos depara en la deshecha tormenta que las pasiones azuzadas por los desmanes de un poder arbitrario han descargado sobre nosotros, es la reorganización de Venezuela en República eminentemente Federal.
¡Compatriotas! Mi corazón abunda en sentimientos de júbilo que mi débil voz puede apenas explicar. Sin derramarse ni una sola gota de sangre, sin vejámenes ni tropelías de ningún género, sin que nadie pueda lamentar una injuria que de palabra o de derecho le arrogaseis; sin más armas que vuestro valor y sin más esfuerzos que los de vuestras voces, me acompañasteis anoche en la grave empresa de desarmar la fuerza y apoderarnos de las armas con que un esbirro, remedo de gobernador del general Castro, nos oprimiera, y con que se prometía realizar el designio de su amo, de perpetuarse en el dominio del país, a despecho de la voluntad general. ¡Hazaña memorable la vuestra, compatriotas! ¡Arranque de singular patriotismo y valentía! ¡Rasgo espléndido de moderación, de orden y moralidad en medio del tumulto de una ciudad conmovida y en los momentos en que se hallaban a vuestra discreción la vida y la libertad de vuestros propios opresores!
¡Compatriotas! Por el concurso unánime de vuestras voluntades me elegisteis Jefe provisional para la empresa de la santa causa de la Federación en esta Provincia; y heme aquí a la cabeza de este honroso movimiento, resuelto con toda la abnegación del patriotismo, con toda la energía y ardor de un alma libre, con todo el noble orgullo de un militar ciudadano idólatra de su patria, dispuesto a arrostrar alegre y sereno a vuestro lado los azares de la campaña que hoy se abre a nuestros esfuerzos. ¡Feliz yo, camaradas, si como lo espero de la Divina Providencia, triunfáramos de nuestros dominadores! Feliz yo siquiera exhale a vuestro lado mi último suspiro en nombre de la libertad y la Federación de mi patria.
¡Corianos! No temáis. La Federación es el gobierno de todos. La Federación es el gobierno de los libres, y Venezuela obtendrá el lauro de la Federación. No hay un solo venezolano, con excepción del reducido club que hasta hoy nos ha dominado, cuyo corazón no lata de entusiasmo al impulso de esa voz mágica y arrobadora. La República entera está conmovida. Las localidades más importantes han dado simultáneamente el golpe que nosotros, y las demás se aprestan aceleradamente a secundarnos. La opinión nos favorece, la gente de armas nos sobra, y cuantos elementos pudiéramos necesitar están a nuestra disposición.
¡Corianos todos! No desconfiéis de nuestras protestas: no son las de aquel que, infiel al gobierno que servía, ha sido más y más infiel a la nación que en mala hora le confiara sus destinos. Nuestro programa exclusivo es la Federación de Venezuela; el medio de realizarlo es la unión de todos los venezolanos; y en consecuencia las distintas y odiosas denominaciones de bandos políticos serán para siempre relegadas al olvido.
¡Viva el movimiento federalista de Coro!

¡Viva la Federación de todas las Provincias de la República!

¡Viva el general Juan C. Falcón, primer Jefe del movimiento federalista nacional! >>

Declarando a la ciudad y a su provincia como el primer estado libre, llamándose ahora como Estado Coro, el primer territorio Federal de Venezuela.
Una vez instalado, el Congreso Provisional de la ciudad de Coro desconoce entre otras cosas del gobierno Central, los símbolos patrios de la nación por lo que decide enarbolar su propia bandera insignia federal.

El GOBIERNO PROVISIONAL DE CORO DEL ESTADO CORO, 
EN EJERCICIO DE LAS FUNCIONES GENERALES DE LA FEDERACIÓN

DECRETA.

La Bandera de Federación, proclamada en Coro luego de estallada la Guerra Federal. Vigente desde febrero hasta junio de 1859.

1º El Pabellón Nacional es el de la extinguida República de Venezuela, con la adición de siete estrellas azules en la franja amarilla, para simbolizar con su número las siete provincias que constituyeron la Federación Venezolana del año undécimo. "El Ejército y la Armada usarán este pabellón hasta que la Asamblea General de los Estados decrete lo que creyese conveniente.

Dado en Coro, a 25 de febrero de 1859, Año 1º de la Federación

En 1855, con una economía en ruinas y el desempleo sin ningún tipo de controles, la xenofobia y el resentimiento contra los extranjeros se apoderó de los habitantes de la ciudad de Coro que culparon a los comerciantes judíos de la crisis. Tras violentas protestas, la ciudadanía expulsó a toda la población judía, 168 personas, de vuelta a Curazao, la primera vez que un grupo de judíos había sido expulsado de un territorio en América.

## Geografía

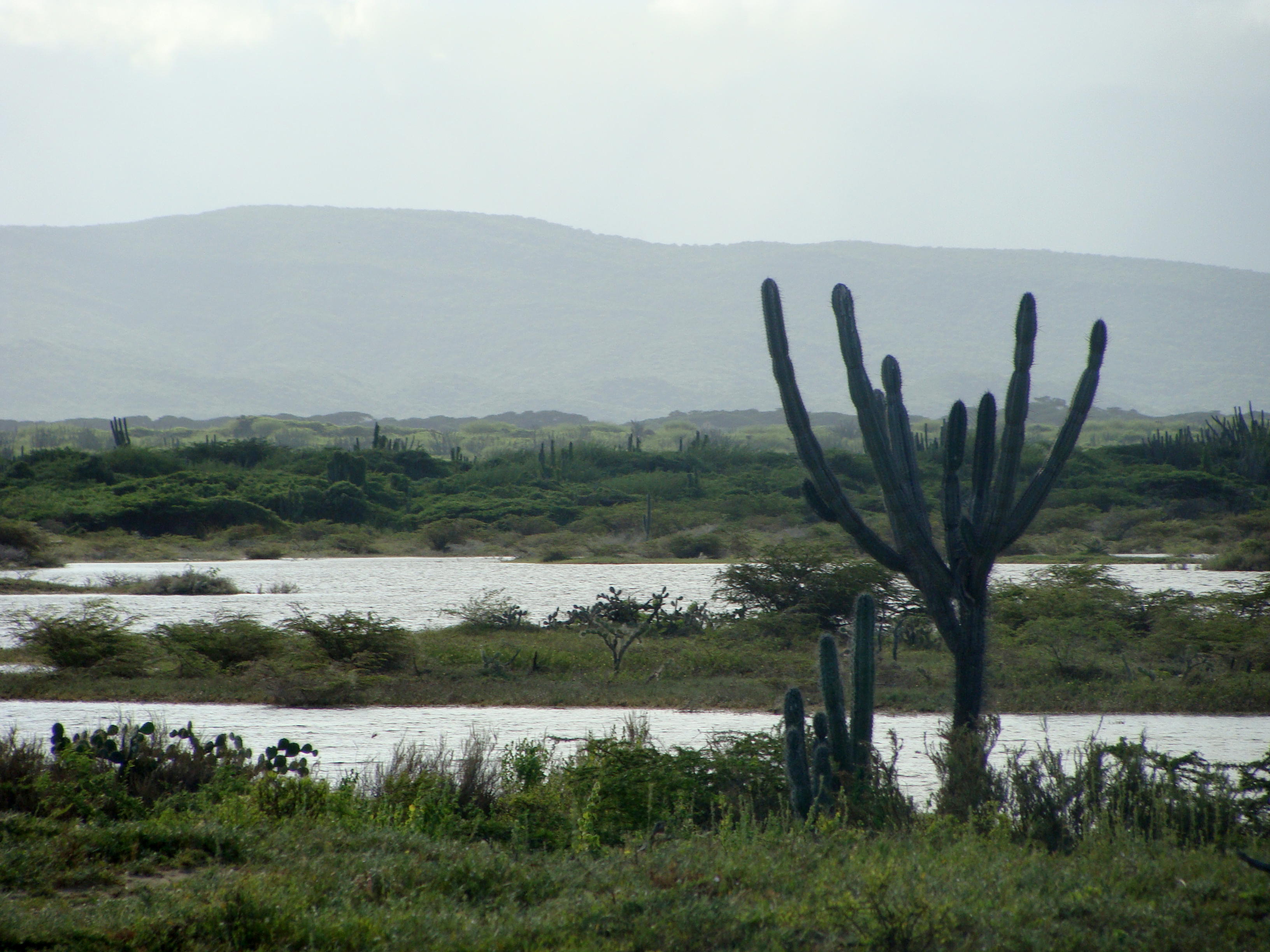
Tunas entre sales cerca de Coro

Coro está ubicada al norte del Sistema Coriano, transición entre la cordillera de la Costa y la cordillera de los Andes. Se ubica en una llanura costera de vegetación xerófita (19 m s. n. m.) que abarca todo el occidente del estado Falcón y que alcanza su punto más angosto justamente en la ciudad, cerrándose a pocos kilómetros al este de Coro por estribaciones de la sierra de Coro. Al norte se encuentra el istmo de los Médanos de Coro, denominados así por encontrarse en este una formación de dunas o campos de arenas que se han formado por la persistencia de vientos alisios y de las corrientes marinas. Este istmo comunica a la península de Paraguaná con el continente. Al sur de la ciudad se encuentran las primeras estribaciones de la sierra de Coro.

### Clima

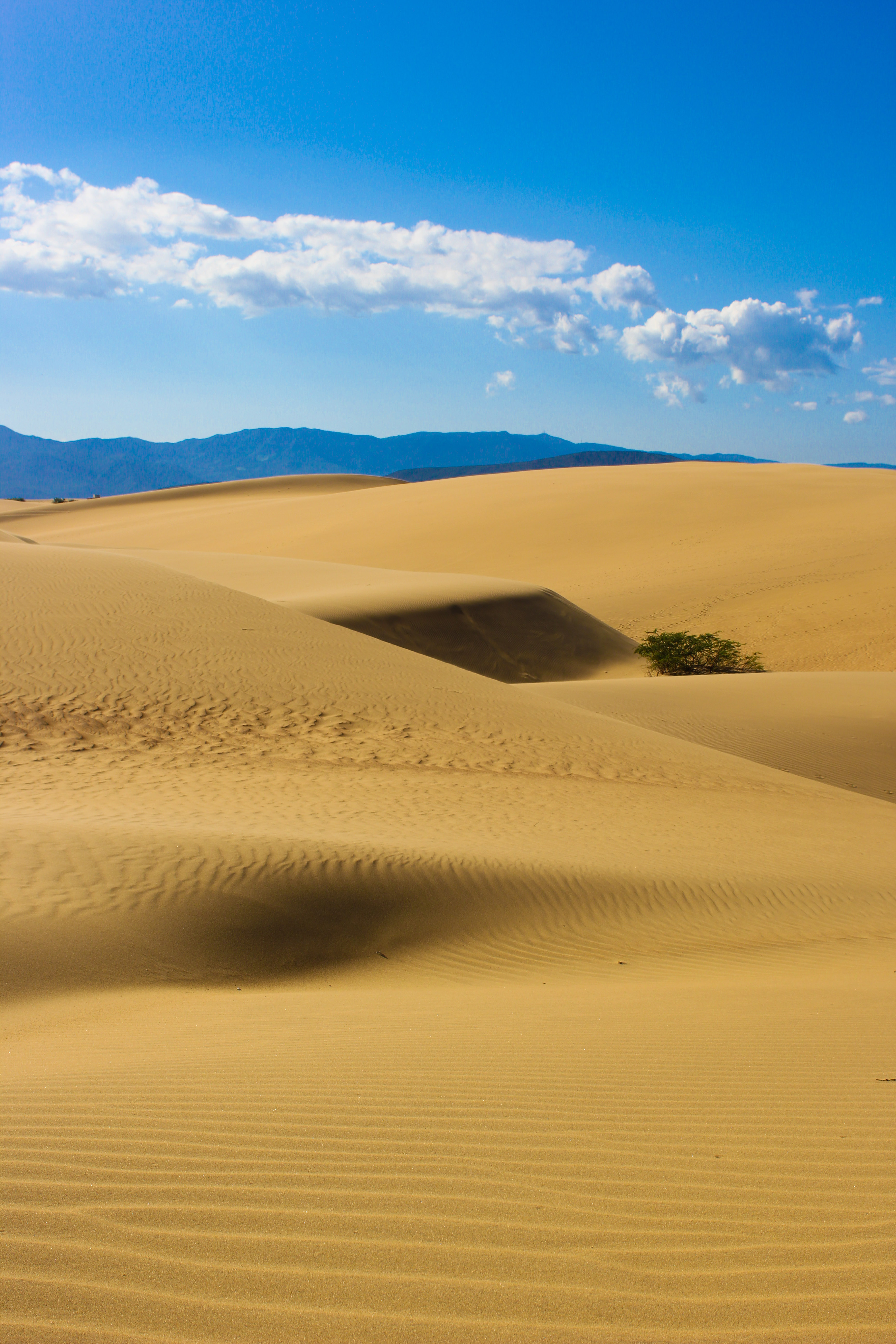
Médanos de Coro.

Es una ciudad de clima semiárido peninsular, con largos periodos de sequía y pluviosidad muy pobre que alcanza en promedio los 382,5 mm al año. La mayor precipitación se registra entre octubre y diciembre. La temperatura promedio es de 28,9 °C, con mínimas de 24 °C y máximas de 32 °C. Se caracteriza por la gran fuerza en los vientos, pudiendo registrarse velocidades superiores a los 35 km/h.
| Parámetros climáticos promedio de Coro                                 | Parámetros climáticos promedio de Coro | Parámetros climáticos promedio de Coro | Parámetros climáticos promedio de Coro | Parámetros climáticos promedio de Coro | Parámetros climáticos promedio de Coro | Parámetros climáticos promedio de Coro | Parámetros climáticos promedio de Coro | Parámetros climáticos promedio de Coro | Parámetros climáticos promedio de Coro | Parámetros climáticos promedio de Coro | Parámetros climáticos promedio de Coro | Parámetros climáticos promedio de Coro | Parámetros climáticos promedio de Coro |
| Mes                                                                    | Ene.                                   | Feb.                                   | Mar.                                   | Abr.                                   | May.                                   | Jun.                                   | Jul.                                   | Ago.                                   | Sep.                                   | Oct.                                   | Nov.                                   | Dic.                                   | Anual                                  |
| ---------------------------------------------------------------------- | -------------------------------------- | -------------------------------------- | -------------------------------------- | -------------------------------------- | -------------------------------------- | -------------------------------------- | -------------------------------------- | -------------------------------------- | -------------------------------------- | -------------------------------------- | -------------------------------------- | -------------------------------------- | -------------------------------------- |
| Temp. máx. abs. (°C)                                                   | 37.8                                   | 35.9                                   | 37.5                                   | 48.9                                   | 41.5                                   | 40.4                                   | 41.0                                   | 40.0                                   | 41.4                                   | 40.0                                   | 36.8                                   | 36.8                                   | 43.6                                   |
| Temp. máx. media (°C)                                                  | 31.3                                   | 31.7                                   | 32.2                                   | 32.6                                   | 33.5                                   | 33.8                                   | 33.5                                   | 34.2                                   | 34.4                                   | 33.5                                   | 32.4                                   | 31.4                                   | 32.9                                   |
| Temp. media (°C)                                                       | 27.5                                   | 27.8                                   | 28.3                                   | 28.8                                   | 29.6                                   | 29.8                                   | 29.5                                   | 30.0                                   | 30.1                                   | 29.4                                   | 28.6                                   | 27.7                                   | 28.9                                   |
| Temp. mín. media (°C)                                                  | 23.6                                   | 23.8                                   | 24.3                                   | 24.9                                   | 25.6                                   | 25.7                                   | 25.5                                   | 25.7                                   | 25.8                                   | 25.3                                   | 24.8                                   | 23.9                                   | 24.9                                   |
| Temp. mín. abs. (°C)                                                   | 19.5                                   | 19.0                                   | 20.5                                   | 21.1                                   | 20.4                                   | 21.8                                   | 20.5                                   | 21.6                                   | 20.5                                   | 20.7                                   | 20.8                                   | 18.9                                   | 18.9                                   |
| Lluvias (mm)                                                           | 22.0                                   | 16.1                                   | 9.1                                    | 17.0                                   | 28.8                                   | 26.9                                   | 36.7                                   | 29.2                                   | 36.3                                   | 54.2                                   | 52.1                                   | 54.1                                   | 382.5                                  |
| Días de lluvias (≥ 1.0 mm)                                             | 2.5                                    | 1.6                                    | 1.2                                    | 1.5                                    | 2.6                                    | 3.2                                    | 4.3                                    | 3.5                                    | 3.7                                    | 5.4                                    | 5.8                                    | 4.8                                    | 40.1                                   |
| Horas de sol                                                           | 291.4                                  | 271.2                                  | 288.3                                  | 234.0                                  | 248.0                                  | 255.0                                  | 285.2                                  | 288.3                                  | 261.0                                  | 251.1                                  | 252.0                                  | 266.6                                  | 3192.1                                 |
| Humedad relativa (%)                                                   | 69.0                                   | 68.5                                   | 67.0                                   | 69.0                                   | 68.5                                   | 68.0                                   | 67.5                                   | 67.0                                   | 67.0                                   | 70.5                                   | 72.0                                   | 71.0                                   | 68.8                                   |
| Fuente n.º 1: Instituto Nacional de Meteorología e Hidrología (INAMEH) |                                        |                                        |                                        |                                        |                                        |                                        |                                        |                                        |                                        |                                        |                                        |                                        |                                        |
| Fuente n.º 2: Hong Kong Observatory                                    |                                        |                                        |                                        |                                        |                                        |                                        |                                        |                                        |                                        |                                        |                                        |                                        |                                        |

### Demografía
El área urbana de la ciudad propiamente está conformada por las parroquias San Antonio, Santa Ana y San Gabriel del municipio Miranda, alcanzando una población de 265,569 habitantes. Sin embargo, la ciudad se ha expandido hacia el Este, por lo que las parroquias La Vela de Coro y Las Calderas del municipio Colina forman parte de su área urbana extendida, alcanzando una población total de 313.428 habitantes, según el INE, para el año 2020. Representa el 25% de la población total del estado Falcón, tiene una tasa anual de crecimiento demográfico de 2.2%.
La población de la ciudad es mayoritariamente mestiza y homogénea, producto de la convivencia pacífica de las diferentes etnias que han llegado a la ciudad. Por siglos Coro ha sido puerto de entrada de una amplia región del occidente de Venezuela por su condición de ciudad caribeña, por lo que en su población existen diversos componentes raciales venidos de otras latitudes, entre los que se cuentan población afrocaribeña y judíos sefardíes de las islas holandesas. En la actualidad las colonias extranjeras más numerosas son la palestina, libanesa, siria, italiana, portuguesa, colombiana, española y china.

## Política y gobierno

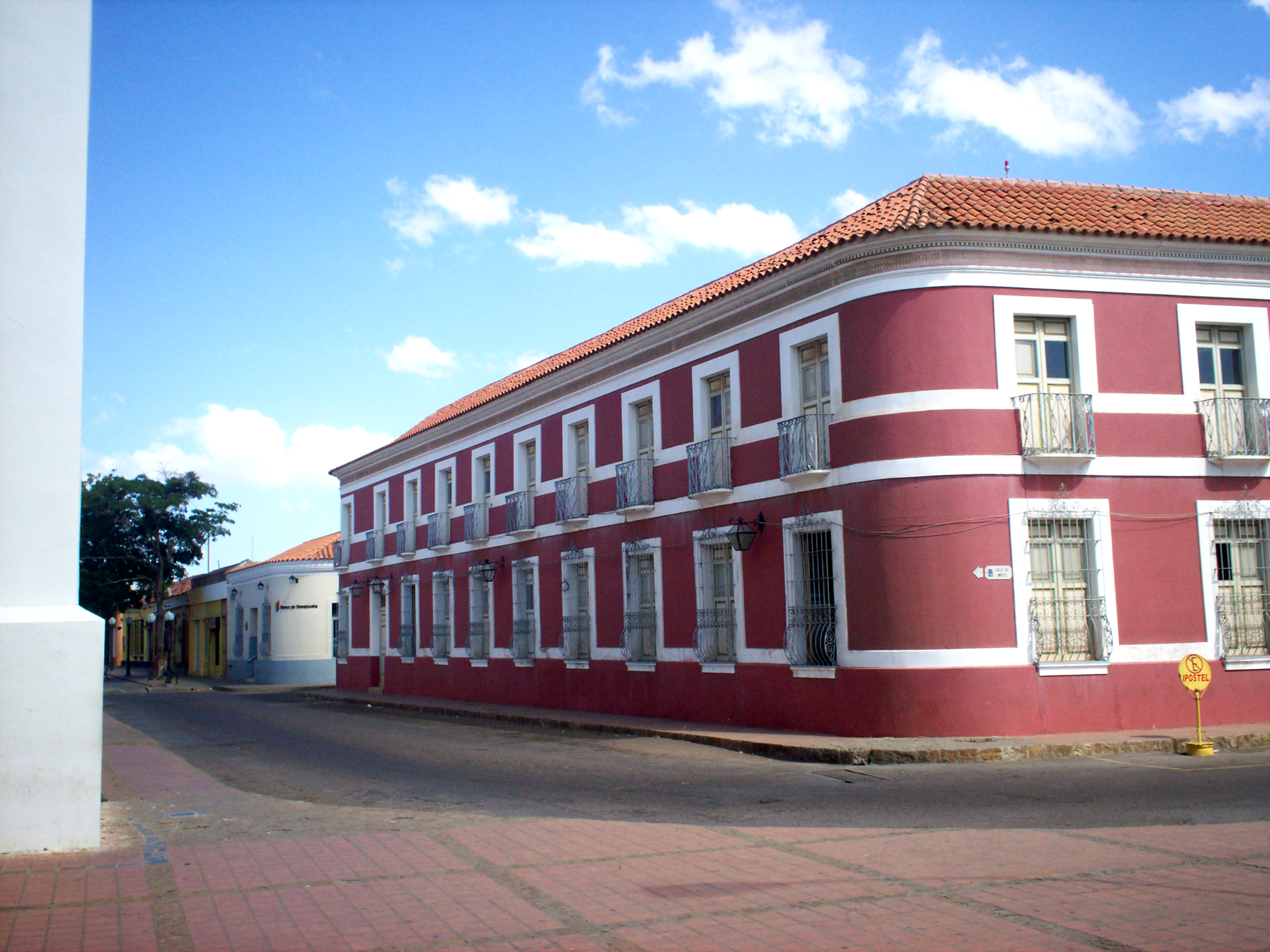
Casa de las 100 ventanas, actual sede del Instituto de Cultura del Estado Falcón.

Por su condición de capital de estado, Coro es el centro urbano alrededor del cual gira la vida política de Falcón. Es la capital político-administrativa, donde está la sede de los poderes públicos del estado; entre otros, el Consejo Legislativo del Estado, la Gobernación, los Tribunales Judiciales y la sede (rectorado) de la Universidad Nacional Experimental Francisco de Miranda; así como, la gran mayoría de las representaciones de los entes del gobierno nacional. También es capital del municipio Miranda, sumándose los organismos municipales.

### Alcaldes y Gobernantes
La ciudad es la capital no solo del estado sino además del municipio Miranda ubicado estratégicamente en la parte central del estado, es por ello la ubicación privilegiada que posea la ciudad. Los diferentes alcaldes que han pasado por el ayuntamiento coriano son:
- Arnaldo Curiel Penso (AD) Primer Alcalde electo democráticamente. Período 1989-1992
- Rodolfo Barraez (COPEI) Electo para el periodo 1992-1995
- Rodolfo Barraez (COPEI) Reelecto para el periodo 1995-1998
- Rafael Pineda (MVR) Electo inicialmente para 1998-2002 (No Concluye debido a las elecciones generales adelantadas)
- Rafael Pineda (MVR) Ratificado para el periodo 2000-2004
- Rafael Pineda (MVR) Reelecto para el periodo 2004-2008
- Oswaldo R. León (PSUV) Electo para el periodo 2008-2012 (Declarado Ausencia Absoluta)
- Magalys Covis de Rodríguez (PSUV) Interina 2011
- Pablo Acosta  (PSUV) Encargado para el periodo 2011-2013
- Pablo Acosta (PSUV) periodo 2013-2017
- Pablo Acosta (PSUV) periodo 2017-2021
- Henry Hernández (PSUV) electo para el periodo 2021-2025

## Símbolos de la Ciudad

### Bandera
Franja Amarilla:
La Franja Superior representa a los Médanos de Coro.
Franja Azul:
La Franja Central representa al golfete de Coro.
Franja Verde:
La Franja Inferior representa a la Sierra de Coro.

### Himno
Su Himno es muy emblemático y se refleja más en el Municipio Miranda
Título: El Nombre de Miranda
Música: Maximiliano Suárez. 
Letra: Delia de Arellano.

## Economía

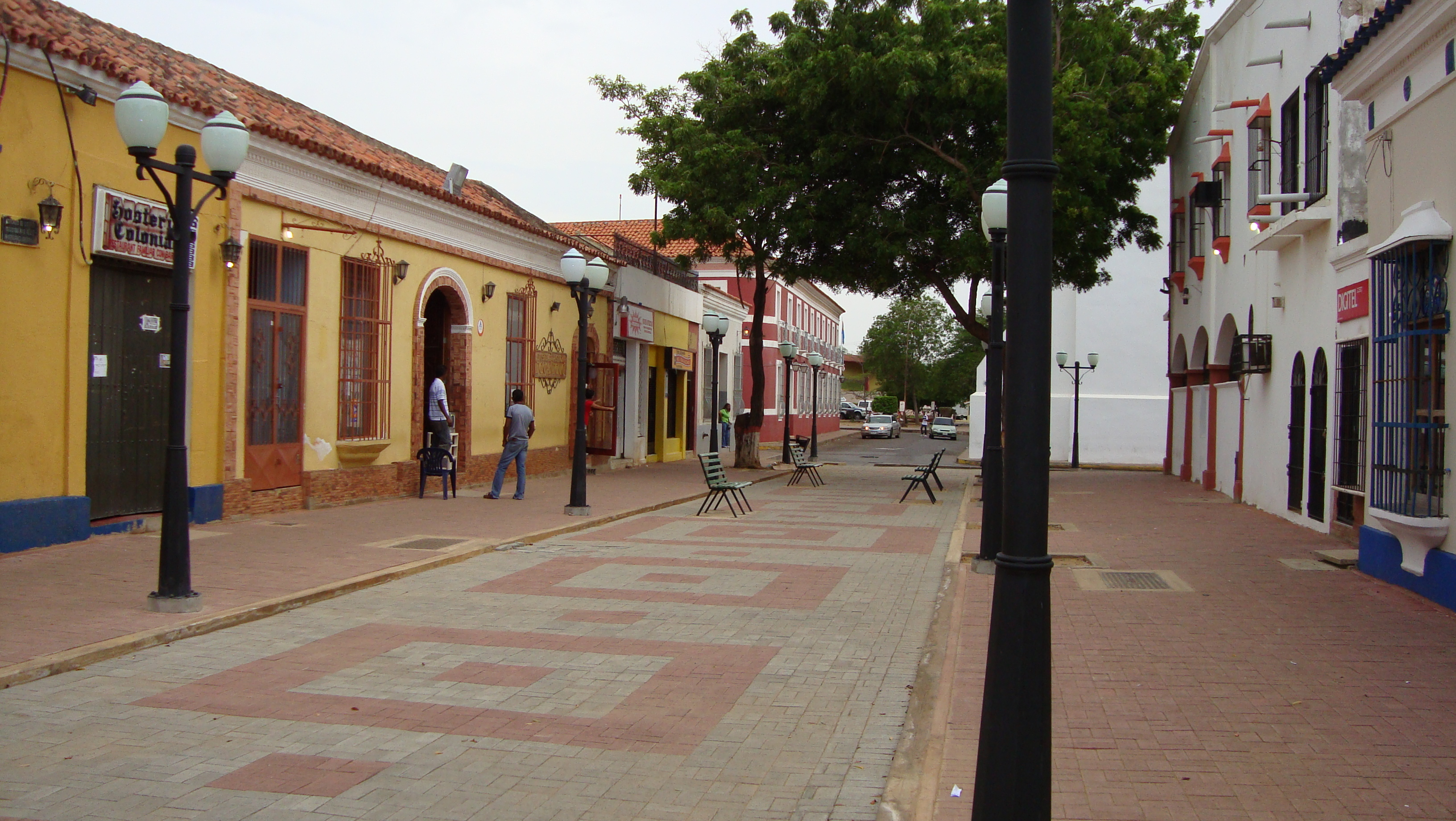
Comercios en el Paseo Talavera de Coro

Coro mantiene funciones principalmente administrativas como Capital de Estado, culturales y educacionales; por lo que su economía depende mayoritariamente del gasto público. El comercio, la construcción, los servicios profesionales, y cada vez en mayor grado el turismo, son las actividades principales de la ciudad. La actividad industrial es incipiente a pesar de contar desde hace más de 30 años con una poligonal industrial al oeste de la ciudad.

## Área urbana
La Ciudad de Coro está formada propiamente por las parroquias San Antonio, San Gabriel y Santa Ana; pero debido al crecimiento que ha experimentado en los últimos años, Coro se ha extendido hacia otras parroquias vecinas que no pertenecen al municipio Miranda, tales como lo es la parroquia Las Calderas del municipio Colina y también hasta su mismo puerto, La Vela de Coro (Este). Hacia el Sur experimenta la misma expansión, en la zona de Caujarao en el comienzo de la Sierra Coriana.
En la actualidad, se espera que la ciudad tenga un crecimiento armónico en su zona sureste.

## Transporte
En Coro se cruzan dos importantes carreteras nacionales que la comunican con el resto del país. Una de ellas es la Troncal 3 que se extiende desde Morón en la Región Central, hasta las cabeceras del Puente General Rafael Urdaneta en la Región Zuliana, atravesando en toda su extensión al estado Falcón. Otra es la Troncal 4 que comunica a Punto Fijo, en la península de Paraguaná con las ciudades de Barquisimeto y Acarigua, a través de la Sierra de Coro.
Asimismo la Ciudad cuenta con el Puerto de Muaco en las inmediaciones de La Vela de Coro, del que dista unos 17 km. Dentro de su Casco Urbano se localiza el Aeropuerto José Leonardo Chirino con vuelos a Caracas y el Terminal de Pasajeros Pólica Salas.
En el Casco Central y sus inmediaciones la mayoría de las calles son estrechas, destacándose como corredores viales la Avenida Manaure con Orientación Norte-Sur, la Avenida Josefa Camejo y la Avenida Rómulo Gallegos con recorrido Este-Oeste. Coro es un nudo de comunicación importante de la Región Nor-Occidental de Venezuela, por lo que la ciudad cuenta con dos Variantes viales que desvían el tráfico de la Troncal 3 (Falcón-Zulia y Morón-Coro) hacia la periferia. Estas vías son conocidas como la Variante Norte y la Variante Sur (ambas de recorrido este-oeste). Otras vías importantes de la ciudad son: Avenida Intercomunal Coro-La Vela, Avenida Independencia, Avenida Los Médanos (que conecta la carretera Coro-Punto Fijo con la Carretera Coro-Churuguara, ambas partes de la Troncal 4), Avenida Chema Saher, Avenida Alí Primera (Antigua Roosevelt) y Avenida Sucre (estas tres últimas importantes corredores viales del Oeste y Suroeste de su área urbana).
El transporte urbano está configurado por líneas de autobuses, busetas y carros por puestos, que conectan el centro de la ciudad con la mayor parte de las urbanizaciones y barrios de la misma.

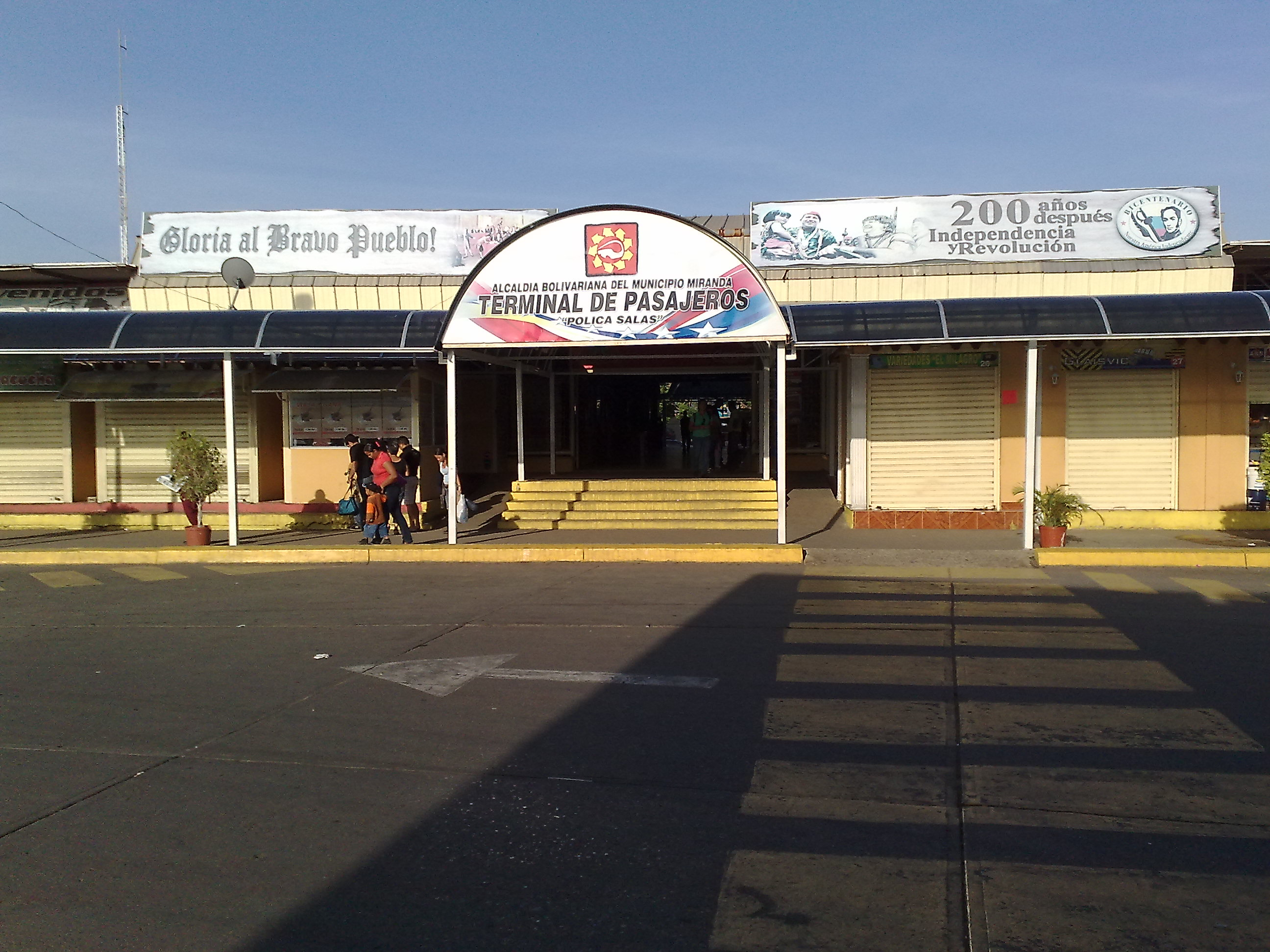
Terminal de pasajeros Polica Salas.

Por Programas del Ejecutivo Nacional, la Ciudad recibió Unidades de Buses Yutong, Para cubrir rutas Urbanas, alrededor de 18 Rutas activas aproximadamente.

### Terminal de Pasajeros Pólica Salas
Ubicado en la Av. Tirso Salavarria, de uso Urbano, ExtraUrbano y Rural. Con Línea de Carritos por puestos, Busetas, Ejecutivos y Expresos Buscama, con destinos y rutas a todo el Estado Falcón y la gran parte del territorio venezolano. Posee servicios de encomiendas, vafetin, baños públicos, quioscos, restaurantes, área vip de Expresos Occidentes, locales comerciales, policía, oficinas de transfalcón y del CMDNNA.

### Aeropuerto Internacional José Leonardo Chirinos

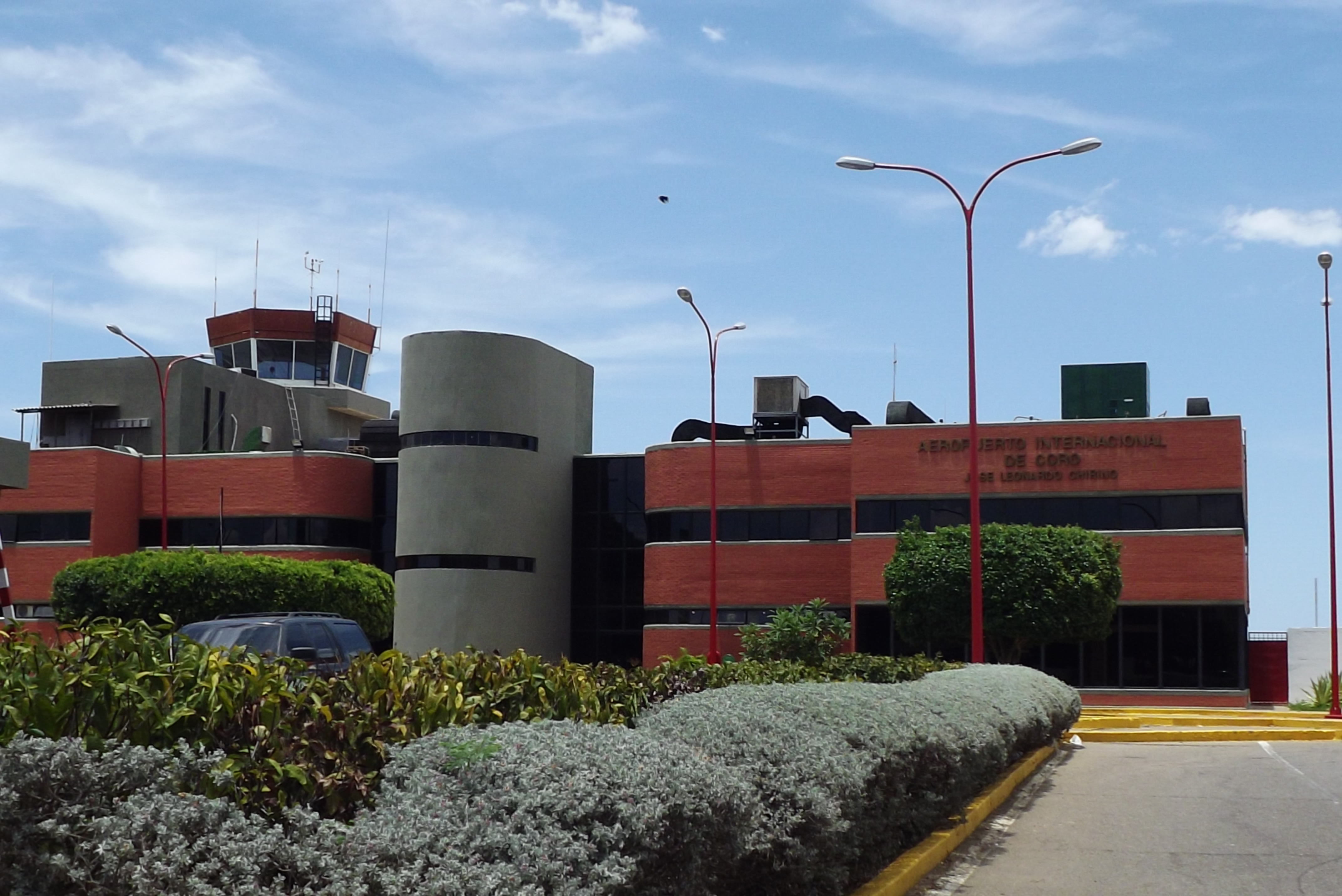
Int Airport. José Leonardo Chirinos (SVCR) Santa Ana de Coro.

El Aeropuerto Internacional José Leonardo Chirinos está ubicado dentro del área urbana, a menos de 800m del casco histórico, en la Av. Josefa Camejo con Av. Miranda. En años recientes ha perdido la categoría de internacional. Cuenta con 1 vuelo diario a Caracas los días martes y jueves con la aerolínea CONVIASA.
Su nombre rinde homenaje José Leonardo Chirino quien lideró un movimiento en 1795 para abolir la esclavitud.

### Puerto de La Vela de Coro
La ciudad de Coro es una de las ciudades que posee cercanía con su puerto, siendo La Vela su terminal portuario que la conecta con las islas holandesas y del resto del Caribe. Pese a que La Vela tiene un alto valor cultural e histórico de Venezuela ya que fue el primero en ser fundado por los españoles y ha valido ser nombrado por la UNESCO como Patrimonio Cultural de la Humanidad, es un puerto netamente pesquero y artesanal, sin ninguna alta industria marítima como la tuvo alguna vez en el pasado. No obstante, sus habitantes aún mantienen lazos comerciales con Aruba, Bonaire y Curazao, siendo esta última la más visitada por su cercanía a tierra firme. Estas relaciones existen desde los tiempos de la Colonia. Hoy en día, se espera que La Vela retome su industria marítima y encabece su título como el principal puerto del estado Falcón.
Así mismo, La Vela también funciona como centro de disfrute, ya que su balneario Sixto Lovera es uno de lo más concurridos en temporadas de festejos. De igual manera, posee el bulevar Generalisímo Francisco de Miranda, inaugurado en el 2006 en conmemoración de la llegada al Caraqueño Universal que trajo consigo el pabellón tricolor, cuna de la bandera nacional así como también de las repúblicas de Colombia y Ecuador.

## Educación
La ciudad de Coro es conocida por poseer una pujante vida universitaria, ya que dentro de su poligonal algunas de las más importantes instituciones de educación superior tienen sede, como lo son:
- Universidad Nacional Experimental Francisco de Miranda
- Universidad Politécnica Territorial Alonso Gamero
- Universidad Nacional Abierta
- Universidad Nacional Experimental Politécnica de la Fuerza Armada Nacional
- Universidad Nacional Experimental Simón Rodríguez
- Universidad Pedagógica Experimental Libertador
- Universidad Católica Andrés Bello
- Universidad Católica Cecilio Acosta
- Universidad Nacional Experimental Rafael María Baralt
- Universidad Nacional Experimental de las Artes

Es de recalcar, que en Coro se crearon bajo su autonomía las dos casas de estudios superiores que concentrar la mayor cantidad de masa estudiantil en todo el territorio falconiano, como lo son la Universidad Nacional Experimental Francisco de Miranda y la Universidad Politécnica Territorial Alonso Gamero, cuyas instituciones ofrecen diversas carreras para el desarrollo profesional en la región. Valiendo a la ciudad de los vientos, como el principal destino para realizar estudios universitarios en todo el estado Falcon y otros estados aledaños del occidente de Venezuela.

## Cultura

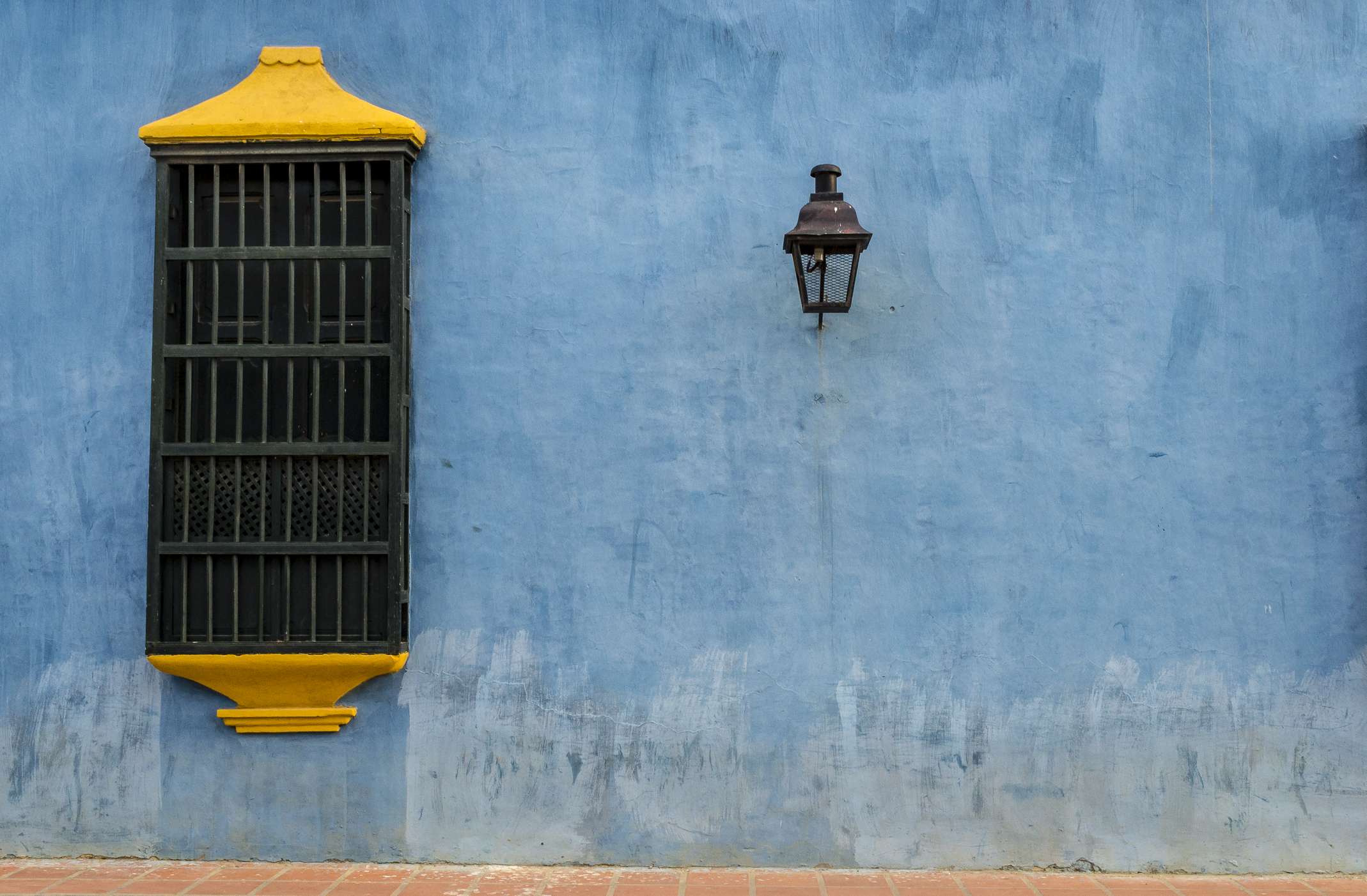
Fiestas Locales

### Fiestas locales
Las principales fiestas que se celebran en la ciudad son: 
- El día del comerciante (2 de enero)
- Día de la Federación (20 de febrero)
- El día de Santa Ana de Coro (26 de julio)
- La feria de los médanos, el repique del tambor coriano, cada 30 de noviembre para darle la bienvenida a las fiestas navideñas, la feria popular del pesebre (el primer fin de semana de diciembre), donde se realizan exposiciones y concursos para elegir el mejor pesebre.

### Teatro Armonía
La iniciativa de que la ciudad contara con un espacio digno que albergara las diversas Artes en todo su esplendor, surgió bajo las direcciones de las sociedades artísticas Alegría y Armonía -hoy desaparecidos-, cuyo clamor demandaban de que la ciudad poseía alto potencial cultural y que por lo tanto un recinto debía ser su templo consagrado a las Artes. Su demanda fue escuchada por el presidente Ramón Andueza Palacios y el presidente provisional del estado General José Manuel Urrutia, quien aprobó la solicitud el 1 de agosto de 1890 para luego materializar su proyecto el 5 de diciembre de 1891 con una edificación de estilo republicano, predominante en su época. La construcción se destacaba en la calle Talavera entre Ampíes y Colón donde brindó en su escenario los diversos artistas de los últimos años del siglo XIX y mediados del XX la oportunidad de ofrecer sus talentos al público de la región falconiana. Historiadores, poetas, grupos literarios, entre otros, se reunieron bajos los techos del Teatro Armonía.  
En 1927 fue en este edificio donde se proyectó la primera película en Falcón "Flor del Desierto" y la obra de Agustín García "Urupagua". Asimismo con el pasar del tiempo otros artistas también aportaron sus talentos como Polita De Lima de Castillo con su obra "Anatolia", M.Vaz Capriles con "Martirio de una madre", Elías David Curiel, Virginia Gil de Hermoso, entre otras figuras poéticas también destacaron en su centro. La historia y querencia de este recinto cultural termina el 31 de julio de 1945 cuando un voraz incendio llevó al teatro en cenizas.
Para renacer al teatro de sus cenizas, José Espósito, arquitecto y creador del Centro de Arte Lía Bermúdez de Maracaibo y el Aula Magna de la Universidad del Zulia entre otras edificaciones, fue el encargado del desarrollo de esta gran Obra arquitectónica dedicada a la expresión de las artes y la cultura, y que también será la sede permanente de la Orquesta Sinfónica de Falcón como es el Teatro Armonía de Coro.
El Teatro actual tiene una extensión de 5000 metros cuadrados y una capacidad para albergar alrededor de unos 730 espectadores. Cuenta con dos amplias salas laterales para ensayos de Orquestas, Ballet y otras funciones. Un restaurante, una tienda de arte y un sótano-estacionamiento con espacio suficiente para albergar alrededor de 60 vehículos son otras de las infraestructuras que provee para el disfrute de sus visitantes. El teatro es utilizado para presentaciones de artistas, bailes folclóricos, graduaciones entre otros.

### Ateneo de Coro

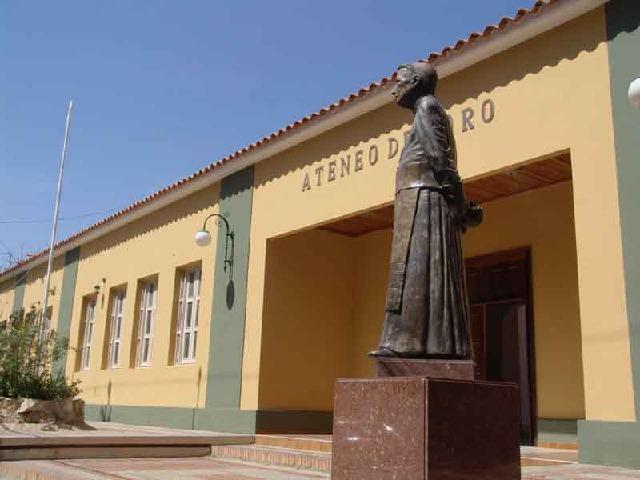
Ateneo de Coro, con la mirada vigilante de Monseñor Iturriza (efigie)

A mediados de 1955, se formó una junta promotora de creación de un ente de carácter institucional cultural que recogiera todo el trabajo literario de la extinta Sociedad Alegría y Armonía. Esta junta estuvo conformada por Euclides Fuguet, Rubén Padilla Sánchez, Antero Dupuy, Francisco Belda Benet, Virgilio Medina, Marbella Medina e Ildemaro Alguindigue, entre otros. Las diligencias ejecutadas por dicha comisión dieron como resultado la asamblea que se realizó en el Liceo Cecilio Acosta el día 13 de mayo de 1955, fecha en que nace el Ateneo de Coro. Dicha asamblea eligió presidente al Bachiller Ángel S Domínguez, Secretario General de gobierno durante la gestión del Coronel Vegas Cárdenas.
Las calles Zamora y Sol de Coro, fueron las primeras ubicaciones del Ateneo hasta que le fue asignada como sede la “antigua policía de Coro”, estructura remodelada durante el gobierno de Luis Herrera Campins. Su edificio es de tipología sencilla con elementos de reminiscencias coloniales. Su planta es rectangular, con dos patios internos circundados por galerías delimitadas por columnas que comunican a espacios perimetrales. Sus techos a dos aguas son de tejas criollas. La fachada principal se caracteriza por un gran vano que alberga un portón de madera de doble hoja y una serie de ventanas rectangulares del mismo material. 
En su nacimiento, el novelista Agustín García, flanqueado por los poetas Esther de Áñez y Ángel S. Domínguez, advirtió como en un vaticinio: “El Ateneo de Coro acaba de velar sus armas para entrar en campaña por el adelanto cultural de nuestra tierra. No dudo que su posición será pulcra, firme, por más que fuerzas extrañas traten de llevarla a la grupa, y si ha de morir que muera, pero con la antorcha en la mano”.

### Gastronomía
Entre los platos típicos de la ciudad se encuentran el chivo preparado en diversas formas, como el chivo en coco, talkarí de chivo, escabeche, celse coriano, arepa pelada, queso de cabra, suero, debudeque, mancarrón y dulce de leche. Sin dejar de lado la leche de burra, el papelón con limón, el cocuy blanco y la chicha.

## Deporte

### Estadio José David Ugarte
Construido en la década de 1940, ha sido escenario de juegos de pretemporada y de temporada oficial de la Liga Profesional de Béisbol de Venezuela.

### Complejo Polideportivo Libertador Simón Bolívar
Principal centro de deportes en la ciudad; está ubicado al final de la Avenida Libertador cerca del Tecnológico de Coro, en el Parque Los Orumos. Fue sede de los Juegos Nacionales Juveniles Coro 1983 durante el gobierno de Luis Herrera Campins. Fue remodelado en el año 2009.
En sus predios se encuentra el Estadio Olímpico "Otto Rafael Bueno" que ha albergado equipos locales de la Tercera División y Segunda División de la Liga Venezolana de Fútbol, Velódromo, canchas de Tenis que han albergado competencias nacionales e internacionales, pista de Atletismo, Gimnasio techado, Piscinas techadas y al aire libre para la práctica de Natación, espacios para la práctica de Taekwondo, alojamiento para los atletas, estacionamientos.
Sin embargo, actualmente algunas instalaciones dentro del complejo se encuentran en mal estado, un ejemplo de esto es el Estadio Olímpico "Otto Rafael Bueno" que tras la remodelación en el año 2009, no se realizaron las labores pertinentes para mantener las condiciones del estadio.

## Medios de comunicación

### Audiovisuales
Los medios de comunicación televisivos locales son de reciente incursión en la ciudad, obteniendo los tres canales de televisión de señal abierta existentes sus concesiones durante los últimos años.
- Coro TV, canal televisivo regional de carácter comunitario creado en julio de 1990
- Televisora Falcón-TVF (Canal de carácter privado)
- Médano Televisión (Canal de carácter privado)
- TV UNEFM (Canal Institucional de la Universidad Francisco de Miranda)
- VEA Televisión (Canal de carácter privado)

Asimismo en la ciudad penetran las señales de la cadenas de televisión privadas nacionales (Venevisión y Televen) y las del Estado (Venezolana de Televisión y TVES). Actualmente se imparte en la UNEFM, la carrera de T.S.U. en Artes Audiovisuales, con diversas menciones, algo que en el futuro ampliara la actividad audiovisual.

### Impresos
Desde hace muchas décadas, la ciudad ha contado con diarios autóctonos que han sido los principales informantes en todo el estado Falcón, aunque muchos de ellos no siguieron brindando sus aportes en los dos últimos siglos. Hoy en día, Coro, conserva su liderazgo como el principal centro urbano que posee las principales casas editoriales de mayor circulación en la región. Algunos de ellos han expandidos sus sedes editoriales ha otros centros urbanos del país o el mismo estado Falcón.
Entre ellos destacan:
- Diario La Mañana.
- Diario Nuevo Día.
- Diario El Falconiano.

A pesar de que alguno de estos medios ha sufrido una crisis con el papel, aún llevan información digital a la familia falconiana.

## Esparcimiento y recreación

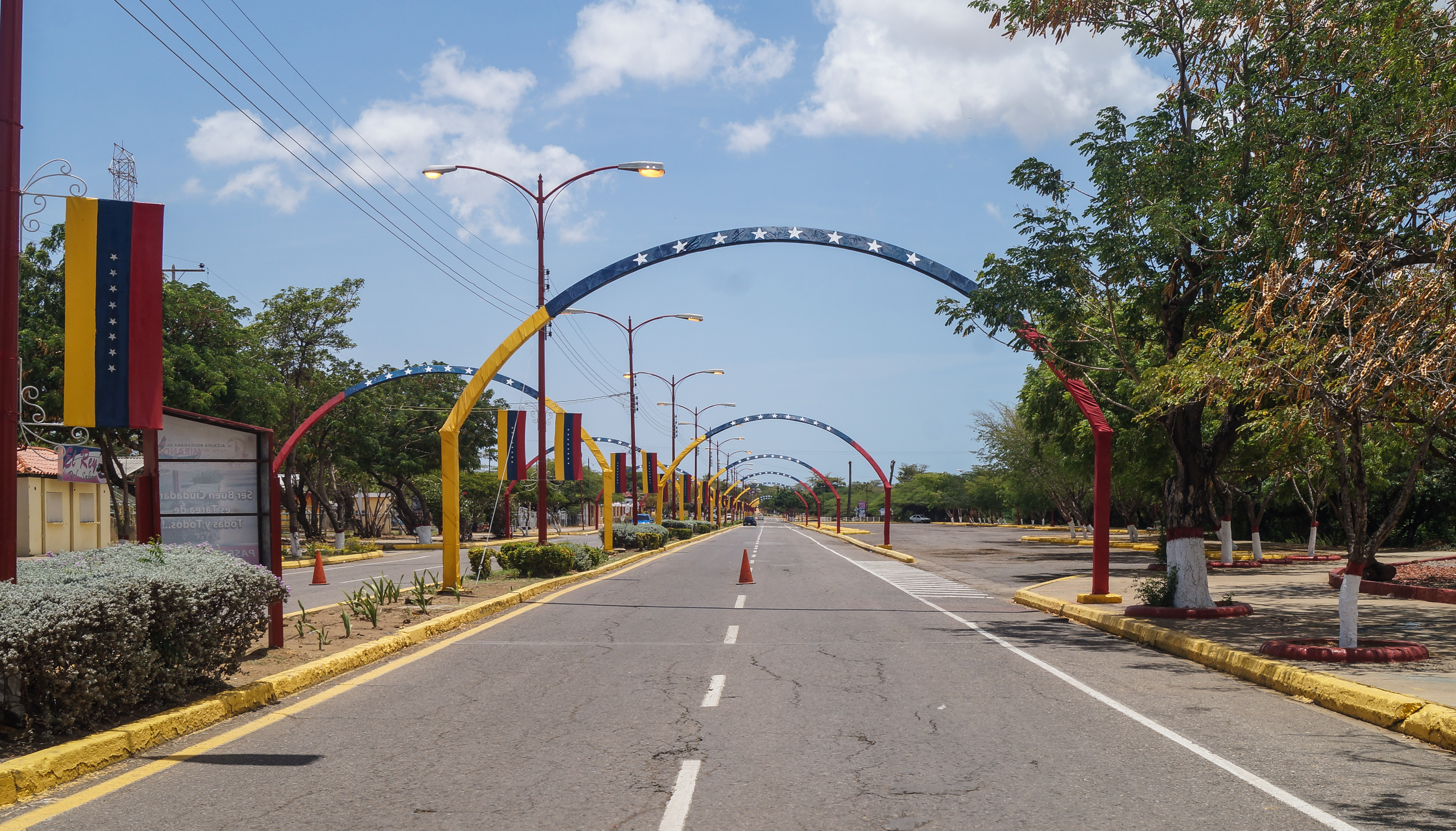
Entrada al parque nacional Médanos de Coro

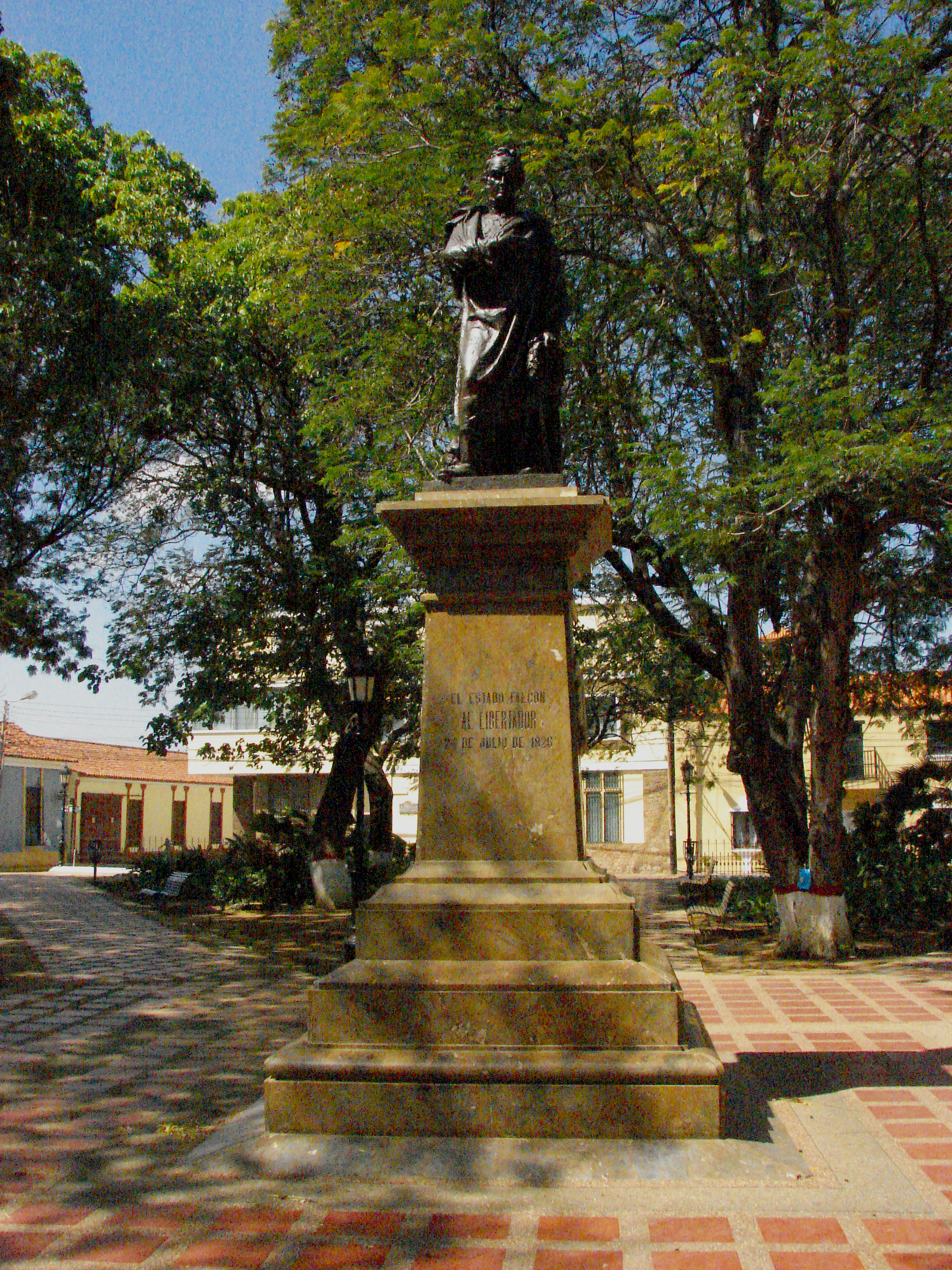
Plaza Bolívar de Coro

Por ser una ciudad Patrimonio de la Humanidad, cuenta con importantes construcciones de gran valor histórico y arquitectónicos para la nación venezolana. Así mismo, cuenta con Parques, Plazas y monumentos. Destacan:
- Parque nacional Los Médanos de Coro.Es el mayor atractivo de la ciudad. Este parque natural se encuentra en el Istmo que une a Coro y La Vela de Coro con la Península de Paraguaná. Su Año de Creación fue en 1971 y abarca una extensión de 91.280 hectáreas. Además que es el Único Desierto del País.
- Paseo Monseñor Iturriza. Cuenta con la Plaza en honor a las Madres y la Entrada a los Médanos de Coro. Aquí se encuentran Canchas Deportivas, Parques y la Concha Acústica de Coro, especie de anfiteatro y lugar de concentraciones.
- Paseo Generalísimo Francisco de Miranda. Ubicado en la Zona Histórica, fue Inaugurado en 2010 por la Alcaldía de Miranda, frente al Aeropuerto de la Ciudad. En él se realizan actividades culturales, recreativas, artísticas y deportivas.
- Paseo Cacique Manaure. Localizado en el Sector Los Tres Platos. En honor al Cacique Manaure, Caquetio fundador de la Ciudad. Cuenta con una gran estatua del Cacique que mide más de 3 metros con una fuente, parque, plaza y áreas verdes.
- Plaza Bolívar. Localizada frente a la Catedral de Coro y la Gobernación del Estado. En honor al libertador Simón Bolívar.
- Paseo Alameda. Paseo pintoresco de la Zona Colonial donde se exhiben grupos de música, obras de arte y de teatro. Es el lugar donde se realiza la feria popular del pesebre.
- Parque Hugo Chávez. Construido en honor al dictador Hugo Rafael Chávez Frías, cuenta con una Cancha de grama sintética para Fútbol, un parque infantil, gimnasio, una estatua del dictador, una pequeña concha acústica y estacionamiento. Está ubicado en la Av. Chema Saher sentido a la Av. Ramón Antonio Medina, en la entrada a la Urbanización Las Eugenias.
- Paseo La Corianidad, está ubicado en el Complejo Polideportivo Libertador.

## Patrimonio de la Humanidad
La ciudad es heredera de una arquitectura monumental del periodo colonial y republicano con características propia de la arquitectura del sur de España (Andalucía), con cierta influencia neerlandesa (las islas de Aruba, Bonaire y Curazao se encuentran frente a sus costas) y utilizando materiales y técnicas usadas por los indígenas americanos basada en el barro, como el adobe y el bahareque, lo que le otorga una personalidad única. Presenta un trazado igualmente característico que combina el tradicional damero español con la disposición de un trazado irregular propio de las ciudades medievales alemanas, producto del periodo en el cual la ciudad fue asiento del dominio de los Welser. En su casco central es común encontrase con calles que terminan abruptamente, lo que rompe la regularidad del damero español. Al parecer el propio Ambrosio Alfinger (alemán de la casa de los Welser y primer Gobernador de la Provincia de Venezuela) reestructura el trazado de las calles basado en el trazado original de la fundación de la ciudad.
Con sus construcciones de tierra únicas en el Caribe, Coro es el único ejemplo sobreviviente de la rica fusión de las tradiciones locales con las técnicas arquitectónicas mudéjar española y neerlandesa. Es una de las primeras ciudades coloniales, fue fundada en 1527, y su arquitectura colonial prevalece hasta la actualidad. Más de 600 edificios en Coro han sido nombrados patrimonio histórico.
El casco histórico mantiene características típica de una ciudad de los siglos XVIII y XIX, con calles empedradas y adoquinadas con construcciones de estilo colonial. Se trata de un importante complejo urbano colonial, y el mayor conjunto de templos coloniales de Venezuela. En ella se encuentran una variedad de museos con una vasta representación de iconografía católica o de valor histórico nacional, por lo que se le denomina "la ciudad museo". Por estas razones es declarada, junto con su vecino puerto de La Vela de Coro, Patrimonio de la Humanidad el 9 de diciembre de 1993 por la Unesco en asamblea realizada en la ciudad colombiana de Cartagena de Indias. Sin embargo, desde 2005 hasta el 2018, se había decretado una emergencia patrimonial y fue incluida en la Lista del Patrimonio de la Humanidad en peligro, esto debido al descuido gubernamental y a la intensidad de las lluvias acaecidas en los últimos años.

## Monumentos y sitios de interés turístico

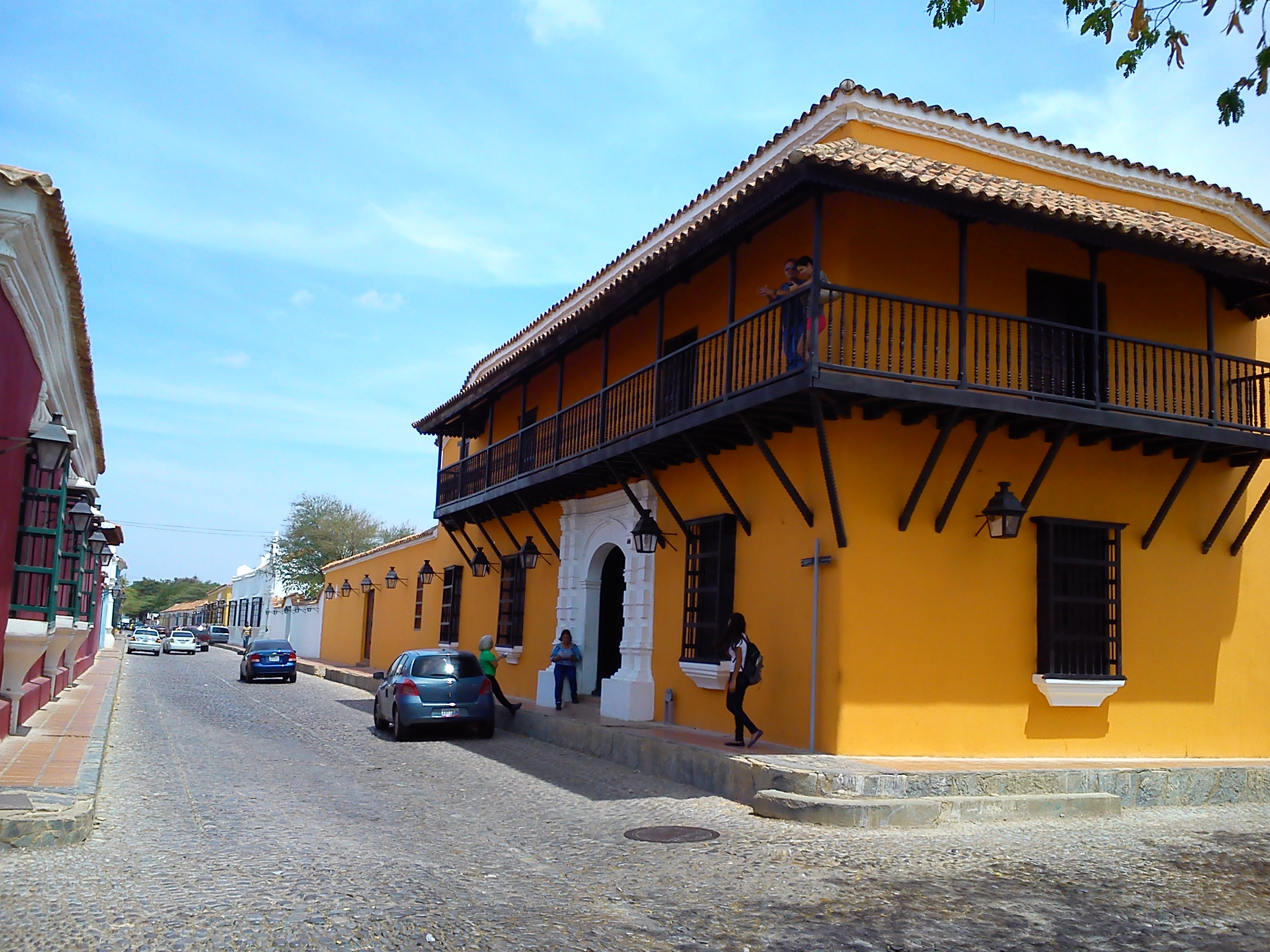
Calle Zamora. esquina Balcón de Los Arcaya

Desde su histórica arquitectura colonial hasta sus diversos paisajes naturales, Coro ofrece distintas formas de atracción turística. Al extremo Norte de la ciudad se encuentran los Médanos de Coro, que constituyen el conjunto de dunas más extenso y visitados de Venezuela. El casco colonial, Patrimonio de la Humanidad, conserva un paisaje urbano típico de los siglos XVIII y XIX, con sus calles empedradas y cientos de edificios históricos y tradicionales. Algunas arquitecturas reflejan un estilo español Mudéjar, mientras otros reflejan la influencia cultural de Holanda a través de la colonia de Curazao. En la ciudad se encuentran interesantes edificaciones católicas y civiles.
Las edificaciones tradicionales corianas se construyeron con técnicas constructivas basadas en el uso de la tierra (adobe, y tierra reforzada con una estructura vegetal denominada "bahareque").
Entre las construcciones y sitios de interés más resaltantes se encuentran:

## Iglesias

### Catedral Basílica Menor de Santa Ana de Coro

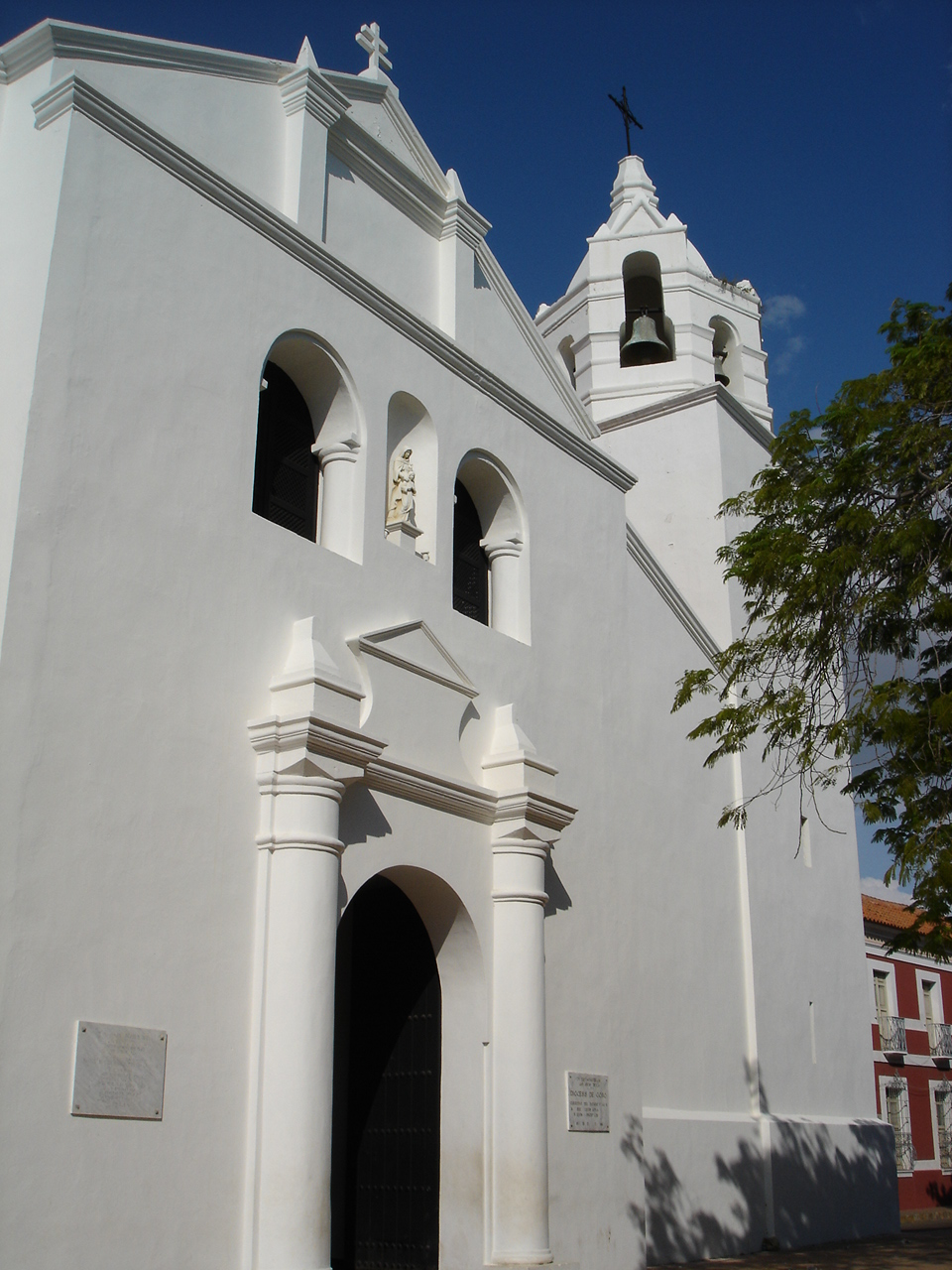
Fachada de la Catedral Basílica Menor.

Desde la creación de la diócesis de Coro por Bula del Papa Clemente VII del 21 de julio de 1531, se instruye a la elevación a Catedral de uno de los templos de la ciudad. La construcción de la Catedral fue iniciada en 1583, y no se sabe quién trazó sobre el terreno la planta de 3 naves. Se conoce que entre 1608 y 1615, Francisco Ramírez participó en la construcción de la cúpula y dos bóvedas laterales. Bartolomé de Nevada se hace cargo de la obra en 1615 y su rol es fundamental en la continuidad de la obra y en el desenlace de su construcción.La torre de la Catedral se encontraba en pie desde 1620, y se cree que la construcción de la obra en completo fue culminada en 1634, es decir casi 50 años después de haber tomado la decisión de iniciar la obra.  La Catedral fue entre todas las edificaciones construidas antes de 1713 la más importante ya que sentó precedente en las características arquitectónicas para la construcción de las Iglesias del resto del País y del Continente.

### Iglesia San Francisco de Asís y Convento Franciscano

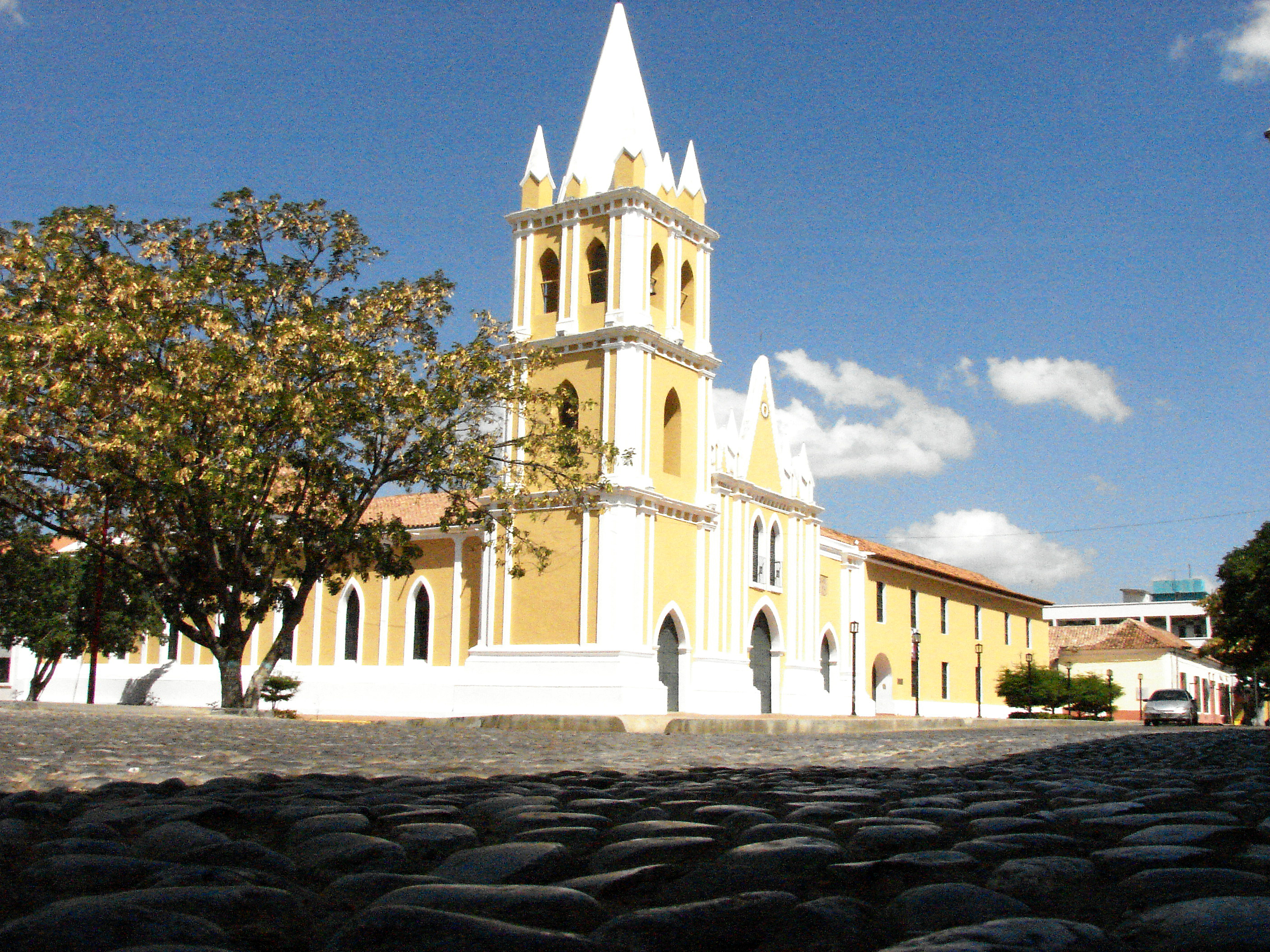
Iglesia San Francisco de Asís, Coro.

Este Conjunto religioso consiste en un Templo de tres naves y un edificio anexo que fue monasterio franciscano, y que en la actualidad alberga el Museo Diocesano Lucas Guillermo Castillo.
Se comienza a construir en el siglo XVI y es destruido por piratas en 1620. La Sociedad Amigos del Museo Lucas Guillermo Castillo adquirió en 1985 la Casa Manzano Campuzano o Casa de los Capriles, ubicada al lado del convento. Su Torre de estilo neogótico es de más reciente construcción data de 1900 y se eleva a 50 metros, lo que la convierte en la más alta del conjunto patrimonial.
Esta iglesia fue objeto de una reconstrucción profunda en 2006.

### Iglesia San Clemente

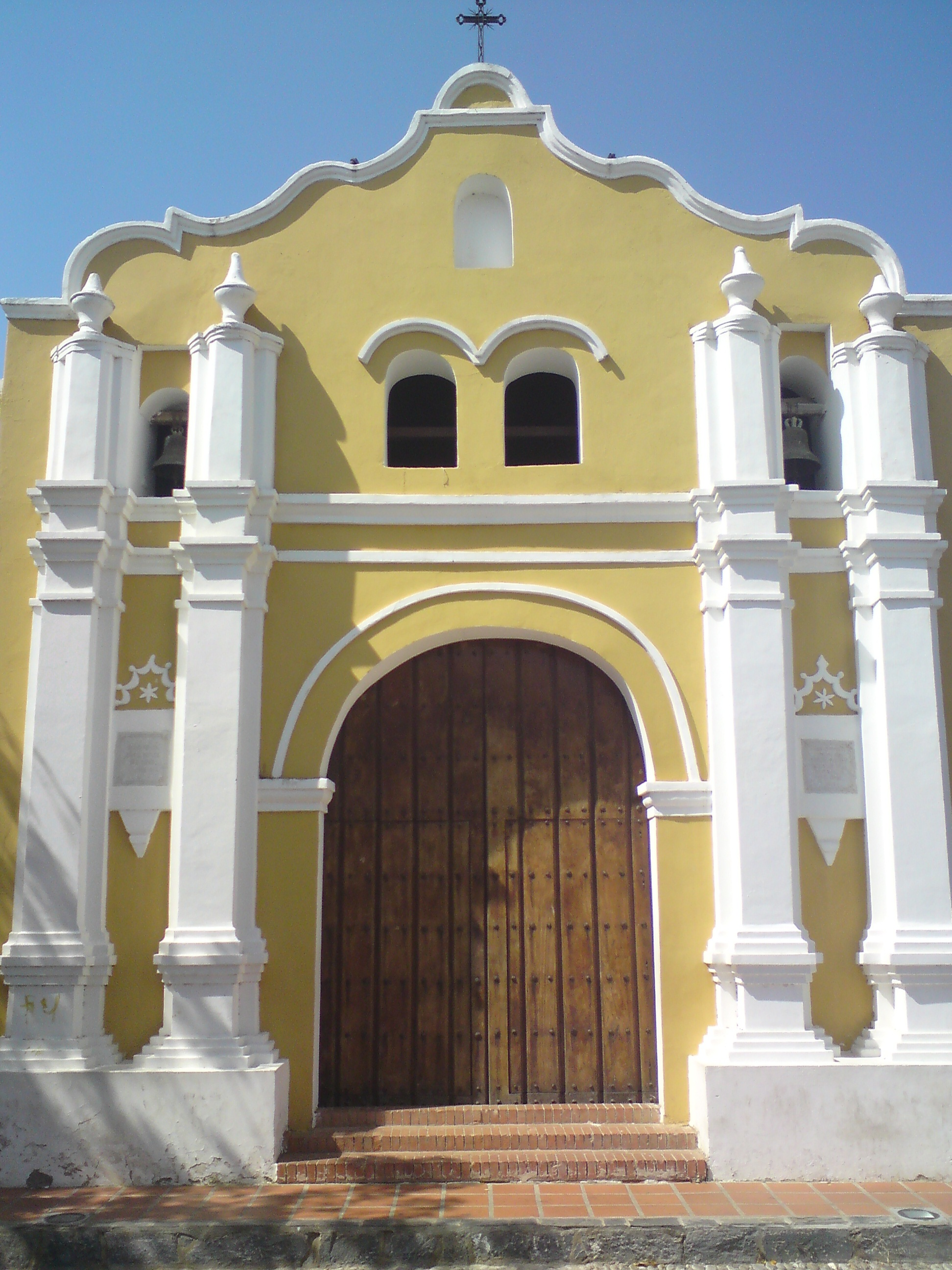
Iglesia San Clemente

Tiene sus orígenes en un Templo mandado a construir por el fundador de la ciudad Juan de Ampies en el siglo XVI, sin embargo la construcción que llega a nuestros tiempos se levanta en el siglo XVIII. Se trata de un edificio cruciforme donde cada extremo señala hacia un punto cardinal. Es uno de los pocos ejemplos de construcciones coloniales en forma de Cruz en Venezuela.

### Iglesia San Nicolás de Barí

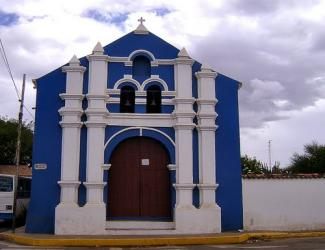
Iglesia San Nicolás de Barí

San Nicolás de Barí junto a su Cementerio se encuentra Ubicado en la Calle Ayacucho con Calle Falcón y fue declarado Monumento Nacional el 2 de agosto de 1960, mediante Gaceta Oficial N.º 26.320. Para el año 1658 existía una Ermita de San Nicolás, posiblemente en el mismo lugar.  La construcción del primer camposanto que tuvo Coro, el de San Nicolás adosado a la Iglesia de su nombre el cual fue bendecido en torno al año 1816.
Esta es una de las Iglesias más Emblemáticas de la Ciudad.

## Casas Coloniales

### Casa de las Ventanas de Hierro

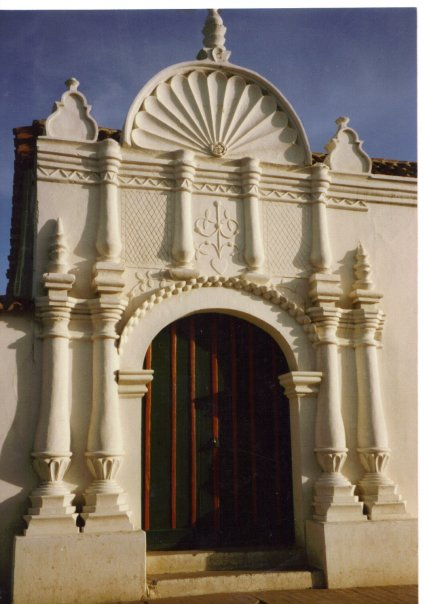
Entrada de la Casa de las Ventanas de Hierro.

Magnífica Mansión erigida en el siglo XVII por José Francisco Garcés de la Colina. Se Trata de una casa que posee un portal que se eleva a más de ocho metros de altura, y que lleva ese nombre gracias a los grandes ventanales protegidos con una estructura de hierro forjado que fue importado de Sevilla.

### Balcón de los Arcaya

Balcón de los Arcaya.

Esta edificio de estilo colonial se encuentra en el corazón del casco central de la ciudad y es una de las casas que comprenden el conjunto de edificios declarado por la UNESCO como Patrimonio Cultural de la Humanidad, aunque ya en el año de 1960 es nombrado por la nación como Monumento Histórico Nacional. Su construcción se estima fue en el año de 1725 por su entonces fundador Don Pedro De la Colina y Peredo, pero no es por este que recibe su nombre actual, sino más bien de la familia Arcaya, quien se hizo poseedor de este inmueble a mediados del siglo XIX. En esta casa nació el Dr. Pedro Manuel Arcaya, escritor, político, abogado, y diplomático venezolano.
Posee dos patios centrales, uno de ellos con escenario al aire libre, sirviendo para que los artistas de la región puedan llevar a cabo sus eventos culturales. Como elementos naturales de esta casa es de recalcar que existe un cují de más de 400 años de antigüedad y que su primer dueño no insistió en removerlo cuando proyectaba su hogar. De igual manera también se encuentran cardones que bordean uno de sus patios centrales y que tienen una altura de más de 3 metros.
Es sede del Museo José María Cruxent, en donde resguarda colecciones arqueológicas, antropologicas y paleotologica, disciplinas que ejerció con entusiasmo su investigador. De igual manera, en su interior también se exhiben obras de Artes, algunas de la colección de Allberto Henríquez u obras hechas por el mismo Cruxent.

### Balcón Bolívar o de los Sénior

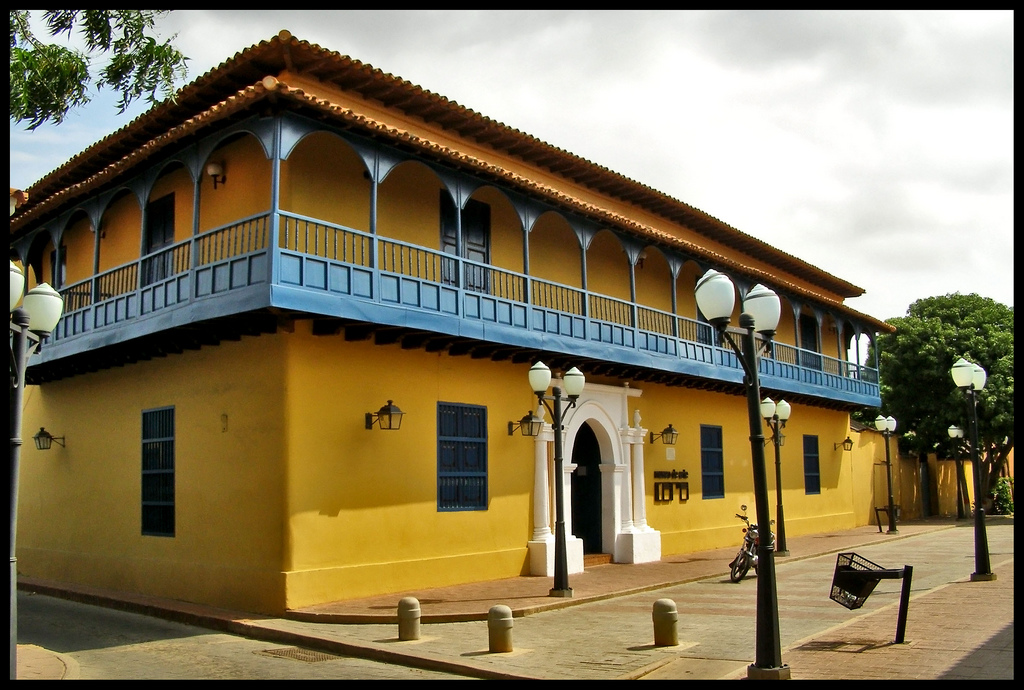
Balcón Bolívar.

Sirvió como Cuartel Militar durante la Guerra de Independencia allí se albergó el 23 de diciembre de 1826 al Libertador Simón Bolívar quién se dice que desde el balcón saludo a los patriotas que se congregaban a las afueras para saludarlo. Ahora funciona como Museo de Arte de Coro.
El Museo de Arte Coro nace el 26 de noviembre de 1988 en esta casona de estilo colonial. Forma parte del conjunto de edificio declarados Patrimonio Cultural de la Humanidad por la UNESCO. Gracias a los esfuerzos llevados a cabo por el Museo de Arte Contempóraneo de Caracas Sofía Ímber, el Banco hipotecario de Falcón y la Universidad Nacional Experimental Francisco de Miranda se inauguró este magnífico museo que ha valido ser uno de los principales edificios que impulsa el desarrollo de las artes en la región falconiana. Desde que abrió sus puertas ha realizado más de 200 exposiciones, además de conciertos, foros, charlas, talleres de arte, entre otras. También posee en sus instalaciones una biblioteca y una cafetería.

### La Casa del Sol

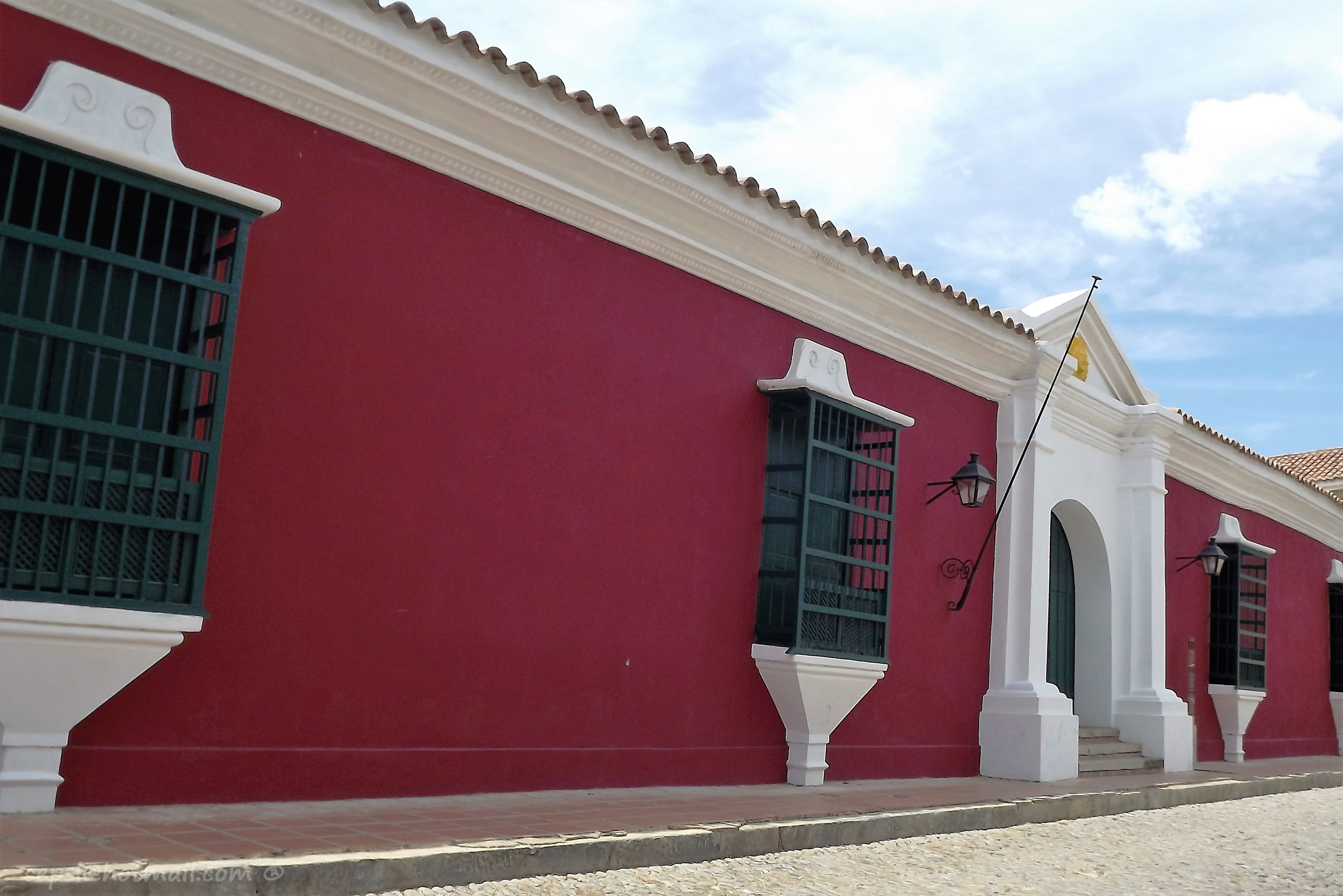
La Casa del Sol.

Ubicada en la esquina de las calles Zamora con Federación, diagonal a la Iglesia de San Clemente en pleno casco histórico de Coro. Es una de las casas coloniales más antiguas de la ciudad de Coro, siendo construida en el siglo XVII. Su nombre proviene del sol ubicado en su fachada principal por encima de su puerta. Esta residencia perteneció a José Garcés, quien construyó la Casa de las Ventanas de Hierro.

## Personajes destacados de la ciudad
En la Ciudad de Los Vientos han nacido o se han asentado personajes destacados que brindaron con sus talentos o liderazgo el desarrollo de la región falconiana y que a su vez aportaron sus conocimientos a la historia de Venezuela.
Algunas de esas personas se muestran a continuación: 
- Pedro Manuel Arcaya. Abogado e historiador venezolano.
- Gumersindo Torres. Fue un médico, filósofo y político venezolano. Fue el primer contralor de la República.
- Tirso Salaverría. Militar que apoyó fervientemente la revolución Federal y declaró a Coro y a la provincia en el primer estado Federal de Venezuela.
- Alí Primera. Cantautor venezolano. Nacido en Coro. Conocido como "El Cantautor del Pueblo".
- Luis Miquilena. Político venezolano. Conocido por ser el político que duró con más actividad en Venezuela.
- Elías David Curiel. Fue un poeta, docente y periodista venezolano. Dio aportes al diario El Cojo Ilustrado y El Obrero. Es uno de los escritores más destacados del siglo XIX.
- Josep María Cruxent. Nacido en España pero nacionalizado venezolano. Fue un pintor y arqueólogo. Conocido como el "Padre de la Arqueología moderna Venezolana".
- Oscar De Jesús Colina. Es un destacado cantante venezolano con mayor éxito en la década de los años de 1980.
- Ibrahím López García. Fue un Ingeniero, Inventor y diseñador venezolano. Que se erradicó en Coro.
- Mariano de Talavera y Garcés. Sacerdote que apoyó las gestas independentista en Venezuela. Conocido por Bolívar como El Gran Orador de la Gran Colombia.
- Carlos Croes. Periodista. Conductor del famoso programa de Televen Diálogo con...
- Olga Camacho, nacida en 1928, es una de las más importantes exponentes del tambor falconiano.
- Roger Leyba Leyba. Nacido en 1898 fue Pionero de la Radiodifusión en falcon, propietario y representante de la General Motor's en Venezuela y miembro fundador del Rotary Club de Coro.

## Ciudades hermanas
- La Plata, Argentina.[31]
- Mérida, Venezuela.
- Granada, Nicaragua.
- Torreón, México.
- Minas, Uruguay.
- San Juan de Terranova, Canadá.
- Mascota (Jalisco), México.
- La Paz, Bolivia